# منتخب إنجلترا لكرة القدم للسيدات
منتخب إنجلترا لكرة القدم للسيدات (بالانجليزية: Engalnd women's national football team)، المعروف بلقب "اللبؤات"، هو ممثل إنجلترا الرسمي في المنافسات الدولية لكرة القدم النسائية، ويُشرف عليه الاتحاد الإنجليزي لكرة القدم منذ عام 1993، بعد أن كان خاضعًا لإدارة الرابطة النسائية لكرة القدم (WFA). خاض المنتخب أولى مبارياته الدولية في شهر نوفمبر من عام 1972، أمام نظيره الاسكتلندي. رغم أن معظم المنتخبات الوطنية في العالم تمثل دولًا ذات سيادة، فإن إنجلترا، بصفتها إحدى "الاتحادات المحلية" التابعة للمملكة المتحدة، تتمتع بامتياز خاص بموجب لوائح الاتحاد الدولي لكرة القدم (فيفا)، يسمح لها بالحفاظ على منتخب وطني مستقل يشارك في جميع البطولات الدولية الكبرى، باستثناء دورة الألعاب الأولمبية.
شارك المنتخب الإنجليزي في نهائيات كأس العالم للسيدات في ست مناسبات، بلغ خلالها الدور ربع النهائي أعوام 1995 و2007 و2011، واحتل المركز الثالث عام 2015، وحلّ رابعًا في نسخة 2019، قبل أن يحقق إنجازه الأبرز ببلوغه المباراة النهائية في بطولة 2023 وحصوله على المركز الثاني. بات منتخب إنجلترا منذ عام 2019، بصفته الأعلى تصنيفًا بين منتخبات "الاتحادات المحلية" البريطانية، مخوّلًا بالتأهل باسم فريق بريطانيا العظمى الأولمبي، مع إمكانية ضم لاعبات من سائر الفرق البريطانية في حال التأهل.
بلغ المنتخب الإنجليزي نهائي بطولة أمم أوروبا للسيدات في عامي 1984 و2009، وتوّج باللقب في نسخة 2022، محققًا بذلك أول بطولة كبرى لمنتخب إنجليزي أول منذ تتويج الرجال بكأس العالم عام 1966. ونجح في الحفاظ على لقبه في نسخة 2025، ليصبح بذلك أول منتخب إنجليزي للكبار يُحرز بطولة كبرى خارج الديار. كما شارك المنتخب في دوري الأمم الأوروبية للسيدات منذ انطلاق نسخته الأولى في موسم 2023–2024. ومن المرتقب أن تستضيف إنجلترا، إلى جانب ثلاث دول أخرى من المملكة المتحدة، نهائيات كأس العالم للسيدات 2035، مما يضمن لها التأهل التلقائي باعتبارها إحدى الدول المضيفة.

## التاريخ

### البدايات
أدّى تتويج المنتخب الإنجليزي للرجال بلقب كأس العالم عام 1966 إلى تنامي الاهتمام بكرة القدم بين النساء في إنجلترا، مما مهّد الطريق لتأسيس الرابطة النسائية لكرة القدم (WFA) عام 1969، في مسعى لتنظيم اللعبة النسائية وتطويرها. شكّل هاري بات في العام ذاته منتخبًا إنجليزيًا مستقلاً شارك في كأس أوروبا للسيدات، التي نظّمتها الاتحادية الأوروبية الدولية لكرة القدم النسائية (FIEFF).
شارك فريق بات في نسختين من كأس العالم النسائية التي أقيمت تحت مظلة FIEFF، وذلك في كلٍّ من إيطاليا عام 1970 والمكسيك عام 1971. رفع الاتحاد الإنجليزي لكرة القدم الحظر المفروض منذ عقود على إقامة مباريات للسيدات في ملاعب الأندية المنضوية تحت الدوري الإنجليزي في عام 1972 بناءً على توصية من الاتحاد الأوروبي لكرة القدم (يويفا) بدمج كرة القدم النسائية ضمن الاتحادات الوطنية.
كُلّف إريك وورثينغتون من قِبل الرابطة النسائية بتشكيل منتخب وطني نسائي رسمي في أعقاب هذا القرار التاريخي. وخاض المنتخب أولى مبارياته الدولية في 18 نوفمبر 1972 أمام منتخب اسكتلندا في مدينة غرينوك، أي بعد مئة عام بالضبط من أول مباراة دولية للرجال. قلبت إنجلترا تأخرها بهدفين إلى فوز بثلاثة أهداف لهدفين، وسجلت سيلفيا غور أول هدف دولي في تاريخ المنتخب. أحرزت بات فيرث في العام التالي ثلاثية "هاتريك" في الانتصار الساحق على اسكتلندا بنتيجة 8–0. تولّى توم ترانتر في عام 1974 تدريب المنتخب خلفًا لوورثينغتون، واستمر في منصبه ست سنوات.

### 1979–1993: التقدّم تحت قيادة ريغان
عُيّن مارتن ريغان مدربًا للمنتخب في عام 1979، وقاد الفريق إلى نهائي أول نسخة رسمية من بطولة أوروبا للسيدات عام 1984، عقب تجاوز الدنمارك بنتيجة 3–1 في مجموع مباراتي نصف النهائي. خسر المنتخب الإنجليزي لقاء الذهاب من النهائي في السويد بهدف نظيف سجّلته بيا سوندهاجه، رغم تصدي القائدة كارول توماس ببراعة لمحاولة تهديفية على خط المرمى. وفي لقاء الإياب، عادلت إنجلترا الكفة بهدف من ليندا كورل، لكن الفريق خسر بركلات الترجيح 4–3، بعدما تصدت الحارسة إليزابيث لايدينغه لمحاولتَي كورل ولورين هانسون، رغم تصدي تيريزا وايزمان لإحدى الركلات السويدية.
واصلت إنجلترا الحضور القوي في نسخة 1987، ببلوغ نصف النهائي مجددًا، قبل أن تُقصى على يد السويد بنتيجة 3–2 بعد التمديد، وهو تكرار لنهائي 1984. اكتفت إنجلترا بالمركز الرابع، عقب الخسارة أمام إيطاليا في مباراة تحديد المركز الثالث بنتيجة 2–1. أقيل ريغان بعد الخسارة القاسية 6–1 أمام ألمانيا في ربع نهائي يورو 1991، والتي حرمت الفريق من التأهل إلى أول نسخة من كأس العالم للسيدات (للفيفا)، وتولى جون بيلتون مهمة التدريب خلفًا لبارري ويليامز الذي شغل المنصب لفترة وجيزة.

### 1993–1998: إشراف الاتحاد الإنجليزي
تسلّم الاتحاد الإنجليزي لكرة القدم في عام 1993 إدارة المنتخب رسميًا من الرابطة النسائية، وعيّن تيد كوبلاند مدربًا للمنتخب الوطني. وتمكن الفريق من التأهل إلى يورو 1995، بعد غيابه عن النسخ الثلاث السابقة، لكنه خسر في نصف النهائي أمام ألمانيا بنتيجة 6–2 في مجموع مباراتي الذهاب والإياب. منح بلوغ نصف النهائي إنجلترا مقعدًا في أول مشاركة لها في كأس العالم للسيدات 1995 بالسويد، حيث اجتاز الفريق دور المجموعات، قبل أن يودّع البطولة مجددًا على يد ألمانيا، بالخسارة 3–0 في ربع النهائي.

### 1998–2013: مرحلة التطوير بقيادة باول
تولّت هوب باول مهمة تدريب المنتخب في يونيو 1998، لتصبح أول مدربة بدوام كامل في تاريخ الفريق، خلفًا للمدرب السابق كوبلاند. توسعت بطولة أوروبا بحلول عام 1997 لتشمل ثمانية منتخبات وتحولت إلى نظام يُقام كل أربع سنوات بدلًا من عامين. نجحت إنجلترا في التأهل عبر الملحق إلى يورو 2001 بألمانيا رغم الخسارة القاسية 8–0 أمام النرويج، لكنها لم تتجاوز دور المجموعات. كما شاركت تلقائيًا في نسخة 2005 بصفتها الدولة المضيفة، لكنها فشلت مجددًا في بلوغ نصف النهائي.
اعتمد نظام تصفيات أوروبية منفصلة للتأهل إلى كأس العالم بدءًا من نسخة 1999، دون الاعتماد على نتائج اليورو. وتمكنت إنجلترا من التأهل دون هزيمة إلى مونديال 2007 بالصين، بعد تصدّر مجموعتها في التصفيات الأوروبية، محققة أكبر انتصار في تاريخها (13–0 على المجر). حلّت في المركز الثاني في مجموعتها بالنهائيات، لتواجه الولايات المتحدة في ربع النهائي وتخسر بنتيجة 3–0.
أُقِرّت العقود المركزية لأول مرة في مايو 2009، مما أتاح للاعبات التركيز على التدريب بدوام كامل دون الحاجة إلى الجمع بين الرياضة والعمل. وبعد ثلاثة أشهر، وصلت إنجلترا إلى نهائي يورو 2009 في فنلندا، لأول مرة منذ 25 عامًا، بعد أن تأهلت بصفتها أفضل ثالث في مجموعتها، وتجاوزت ربع النهائي ونصف النهائي بفوزين على البلد المضيف وهولندا تواليًا. لكنها خسرت النهائي أمام ألمانيا بنتيجة 6–2.
تأهلت إنجلترا مجددًا بعد تصدّر مجموعتها والفوز في الملحق 5–2 على سويسرا في كأس العالم 2011 بألمانيا. تصدّرت إنجلترا مجموعتها في البطولة أمام اليابان، التي تُوّجت لاحقًا باللقب. تعادلت مع فرنسا 1–1 في ربع النهائي، بعدما سجّلت جيل سكوت هدف التقدّم، قبل أن تدرك إليز بوساليا التعادل قبل دقيقتين من نهاية الوقت الأصلي. خسرت إنجلترا بركلات الترجيح 4–3 بعد انتهاء الوقتين الإضافيين بالتعادل، رغم أن كارين باردسلي تصدت للركلة الأولى، إلا أن إهدار كلير رافيرتي وفي وايت لركلتيهما أنهيا مشوار الفريق.
أنهت هوب باول مسيرتها مع المنتخب في أغسطس 2013، عقب الخروج من دور المجموعات في يورو 2013.

### 2013–2017: عهد مارك سامبسون

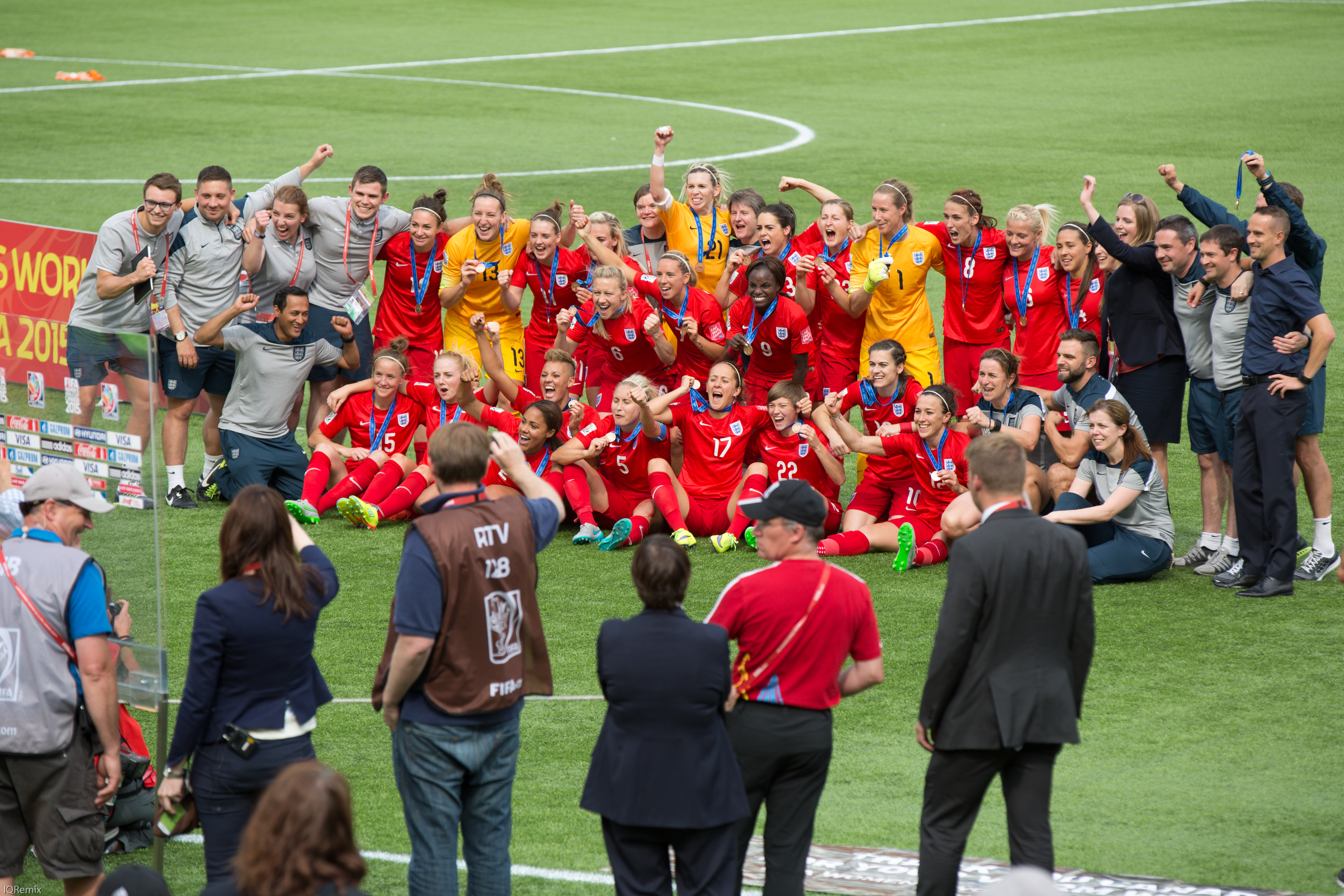
المنتخب الإنجليزي يحتفل بعد حصوله على المركز الثالث في كأس العالم 2015

خلف الويلزي مارك سامبسون المدربة هوب باول في تدريب منتخب إنجلترا. تأهل المنتخب إلى نهائيات كأس العالم للمرة الثالثة تواليًا في أغسطس 2014، بعد أن تصدّر مجموعته محققًا العلامة الكاملة بعشر انتصارات دون أي تعادل أو خسارة. خاض المنتخب أول مباراة دولية على ملعب ويمبلي الجديد – معقل المنتخب الإنجليزي للرجال – في لقاء ودي أمام المنتخب الألماني حامل لقب بطولة أوروبا آنذاك في 23 نوفمبر 2014. جاءت المواجهة بعد خمس سنوات من الخسارة الثقيلة أمام ألمانيا في نهائي يورو 2009، وانتهت بخسارة إنجلترا بثلاثة أهداف دون رد، لتفشل للمرة العشرين في تحقيق أي فوز رسمي على غريمتها التاريخية.
شهدت كأس العالم للسيدات 2015 في كندا بداية تاريخية لإنجلترا؛ فبعد الخسارة أمام فرنسا في المباراة الافتتاحية، فازت على كلٍّ من المكسيك وكولومبيا لتتأهل إلى دور الـ16، حيث واجهت بطلة نسخة 1995 النرويج وتغلبت عليها 2–1. ثم تخطّت البلد المضيف كندا في ربع النهائي بالنتيجة ذاتها، رغم الضغط الجماهيري الحاشد في ملعب "بي سي بليس" بفانكوفر، لتبلغ إنجلترا نصف النهائي لأول مرة في تاريخها، ولتكون أول منتخب إنجليزي – رجالًا أو نساءً – يصل إلى هذا الدور منذ بلوغ رجال إنجلترا نصف نهائي مونديال 1990 في إيطاليا. وفي نصف النهائي، واجهت إنجلترا حاملة اللقب اليابان، وتأخرت أولًا بهدف من ركلة جزاء نفذتها آيا مياما، قبل أن تعادل فارا ويليامز النتيجة من ركلة جزاء أخرى. غير أن اللاعبة لورا باسيت سجلت هدفًا عكسيًا في الدقيقة الأخيرة، منح التأهل لليابان. لكن إنجلترا أنهت البطولة في المركز الثالث بعد فوز ثمين على ألمانيا 1–0 في الوقت الإضافي من مباراة تحديد المركز الثالث، بهدف من ركلة جزاء سجّلته ويليامز. وكان هذا أول فوز لإنجلترا على ألمانيا في كرة القدم النسائية، وأفضل إنجاز لأي منتخب إنجليزي منذ التتويج بمونديال الرجال عام 1966.
تأهلت إنجلترا إلى يورو 2017 في هولندا، وحققت العلامة الكاملة في دور المجموعات. أقصت فرنسا من ربع النهائي بالفوز 1–0، لتواجه الدولة المضيفة – هولندا – في نصف النهائي، حيث خسرت بثلاثية نظيفة وودّعت البطولة.
أقال الاتحاد الإنجليزي مارك سامبسون من منصبه عقب الكشف عن "سلوك غير لائق وغير مقبول" خلال فترة تدريبه لنادي بريستول أكاديمي في سبتمبر 2017، وذلك إثر تحقيق داخلي. توصّل الطرفان إلى تسوية مالية "كبيرة" قُبيل مثول القضية أمام المحكمة ضمن دعوى الفصل التعسفي التي رفعها سامبسون في يناير 2019. وخلفه في المنصب فيل نيفيل، لاعب مانشستر يونايتد وإيفرتون السابق، الذي سبق له تمثيل منتخب الرجال، لكن دون خبرة تدريبية كبيرة.

### 2018–2021: عهد فيل نيفيل

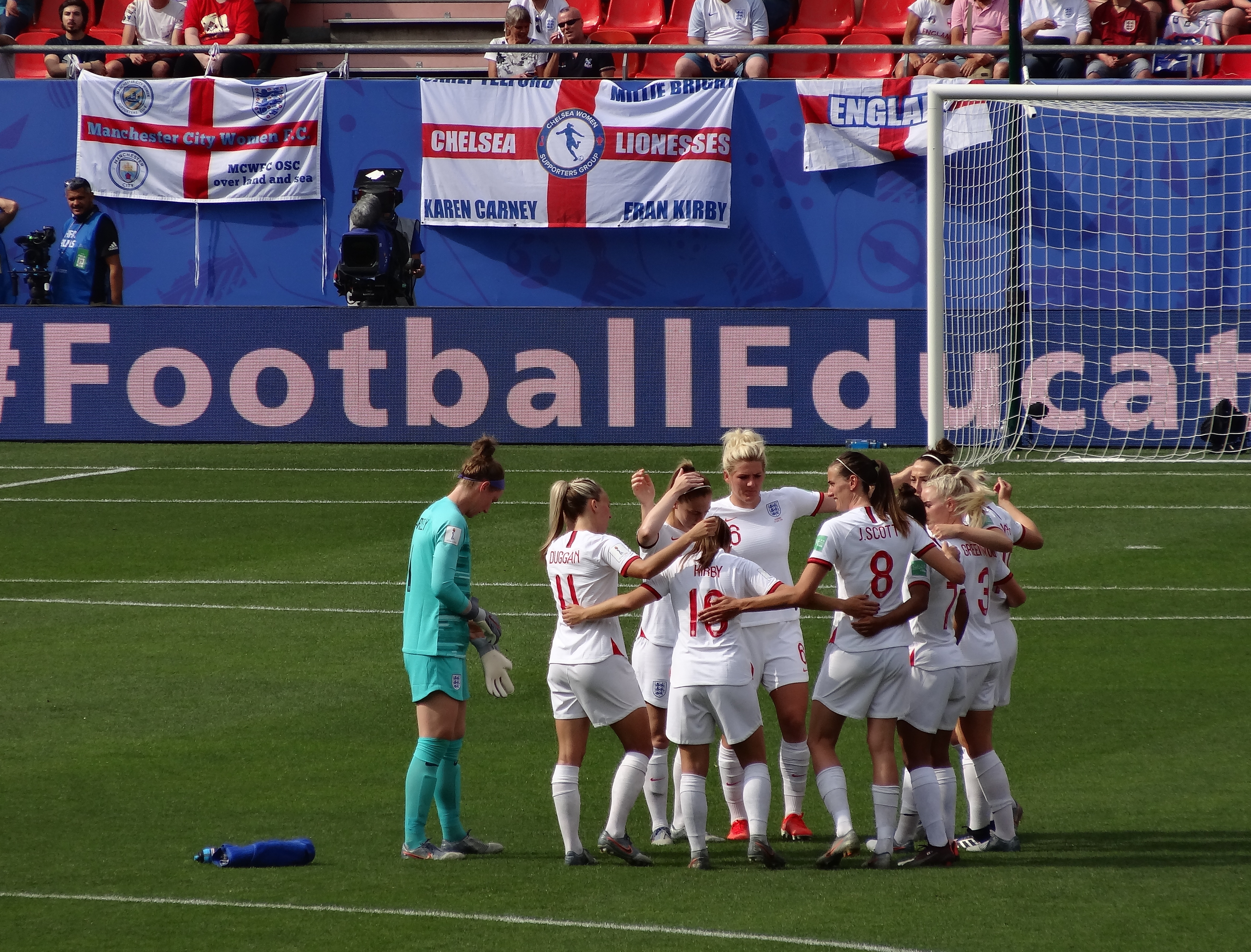
المنتخب الإنجليزي خلال كأس العالم 2019

استهلّ فيل نيفيل مشواره التدريبي مع المنتخب في كأس شيبيليفز 2018، حيث حقق فوزًا لافتًا 4–1 على فرنسا في الافتتاح، ثم تعادل 2–2 مع ألمانيا. وفي المباراة الحاسمة أمام الولايات المتحدة، خسر بهدف نظيف، ليحلّ وصيفًا في أفضل نتيجة لإنجلترا في البطولة حتى ذلك الحين.
واصل المنتخب مسيرته في تصفيات كأس العالم خلال عام 2018. ضمنت إنجلترا إحدى بطاقتي التأهل عن المجموعة الأولى بعد تعادل سلبي مع ويلز في أبريل، قبل أن تحسم الصدارة رسميًا بالفوز 3–0 على الخصم ذاته في أغسطس.
حققت إنجلترا لقب شيبيليفز للمرة الأولى بعد الفوز على البرازيل 2–1 في نسخة 2019، بعد أن تعادلت مع الولايات المتحدة 2–2، وانتصرت على اليابان 3–0.
تصدرت إنجلترا المجموعة الرابعة بعدما حققت انتصارين بارزين على اسكتلندا والأرجنتين في كأس العالم 2019 الذي أُقيم في فرنسا، لتضمن التأهل إلى مرحلة خروج المغلوب، قبل أن تستكمل دور المجموعات بالفوز على اليابان. واصلت إنجلترا تألقها في الأدوار الإقصائية بتغلبها على الكاميرون ثم النرويج بنتيجة 3–0 في كلتا المواجهتين، لتبلغ نصف النهائي للمرة الثالثة على التوالي في البطولات الكبرى. واجهت إنجلترا المنتخب الأمريكي في نصف النهائي الذي أُقيم في مدينة ليون، لكنها أخفقت مرة أخرى في بلوغ المباراة النهائية، وخسرت بنتيجة 2–1. افتتحت كريستين بريس التسجيل للولايات المتحدة، ثم عادت إنجلترا إلى المباراة بهدف التعادل عبر إلين وايت، قبل أن تسجّل أليكس مورغان هدف الفوز. ألغى حكم الفيديو هدفًا ثانيًا لوايت بداعي التسلل، فيما تصدت الحارسة أليسا نايير لركلة جزاء سددتها القائدة ستيف هاوتون، ليتبدد حلم إنجلترا في التأهل. واختتمت إنجلترا مشوارها في البطولة في المركز الرابع بعد الهزيمة 2–1 أمام السويد في مباراة تحديد المركز الثالث.
اختيرت بلدة وينسفورد في مارس 2019 لتكون مقرًا لمشروع مركز التميز التابع لاتحاد كرة القدم فرع تشيشير، والذي يُقدّر تمويله بنحو 70 مليون جنيه إسترليني، ليُصبح المقر الرسمي الجديد لمنتخب إنجلترا لكرة القدم للسيدات. ومن المقرر أن يُستخدم المركز كذلك قاعدة تدريبية للمنتخبات الأوروبية الزائرة عند خوضها مباريات في ليفربول ومانشستر. تعرّض المشروع لتأخير في التنفيذ بسبب جائحة كوفيد-19 في أبريل 2020، غير أن رئيس الوزراء بوريس جونسون أعرب في أكتوبر من العام ذاته عن دعمه للمضي قدمًا في تطويره. وكان من المزمع تقديم طلبات التخطيط إلى مجلسي تشيشير الغربية وتشستر في ربيع عام 2021، مع إمكانية افتتاح الموقع في عام 2023. ويُنتظر أن يُحدث هذا المشروع نقلة نوعية في مسار تطور كرة القدم النسائية في إنجلترا.[بحاجة لتحديث]
شهد أداء منتخب إنجلترا تراجعًا ملحوظًا عقب الخروج من كأس العالم، إذ عانى الفريق سلسلة من النتائج الودية المخيبة خلال نهاية عام 2019، من أبرزها الهزيمة أمام ألمانيا بنتيجة 2–1 على ملعب ويمبلي في 9 نوفمبر، في مباراة سجّلت رقمًا قياسيًا للحضور الجماهيري لمباراة للمنتخب الإنجليزي للسيدات، إذ بلغ عدد المتفرجين 77،768 مشجعًا، لتصبح ثاني أكبر حضور في مباراة نسائية على الأراضي الإنجليزية، بعد نهائي أولمبياد لندن 2012 الذي حضره 80،203 متفرج في الملعب ذاته. واستمر الأداء المتذبذب خلال عام 2020، حيث أخفق المنتخب في الدفاع عن لقبه في كأس شيبيليفز، إذ تكبّد خسارتين أمام الولايات المتحدة وإسبانيا، ليصل عدد الهزائم إلى سبع في آخر إحدى عشرة مباراة، وهي أسوأ سلسلة نتائج يمرّ بها الفريق منذ عام 2003. وتزايد الضغط الإعلامي على المدير الفني فيِل نيفيل، الذي تحمّل المسؤولية كاملة، وصرّح بأن أداء الفريق "غير مقبول". وفي أبريل 2020، أعلن نيفيل عزمه على الرحيل عن منصبه عند انتهاء عقده في يوليو 2021، علمًا بأن خطته الأصلية كانت الاستمرار حتى بطولة أمم أوروبا 2021، والتي كان من المقرر أن تستضيفها إنجلترا، غير أن البطولة أُرجئت لعام كامل بسبب تداعيات جائحة كوفيد-19.
أجرى الاتحاد الإنجليزي في أواخر عام 2020 إعادة هيكلة مالية سمحت بفصل المنتخب النسائي إداريًا عن المنتخب الرجالي للمرة الأولى في تاريخه، وهو ما أتاح مرونة استراتيجية أوسع في إدارة شؤون الفريق. قرر نيفيل الاستقالة المبكرة من منصبه في يناير 2021، ليتولى تدريب نادي إنتر ميامي في الدوري الأمريكي للمحترفين، وهو النادي الذي أسّسه النجم الإنجليزي السابق ديفيد بيكهام. وبما أن الاتحاد الإنجليزي كان قد أعلن بالفعل عن تعيين سارينا فيغمان، مدربة منتخب هولندا آنذاك، لتولي المهمة بدءًا من سبتمبر 2021، فقد عُيّنت النرويجية هيغه ريسة مدربة مؤقتة خلال الفترة الانتقالية. قادت ريسة المنتخب في أولى مبارياته تحت إشرافها إلى فوز ساحق بنتيجة 6–0 على حساب أيرلندا الشمالية في مباراة ودية، في انطلاقة مثالية لمهمتها المؤقتة.

### عهد فيغمان (2021–حتى الآن)

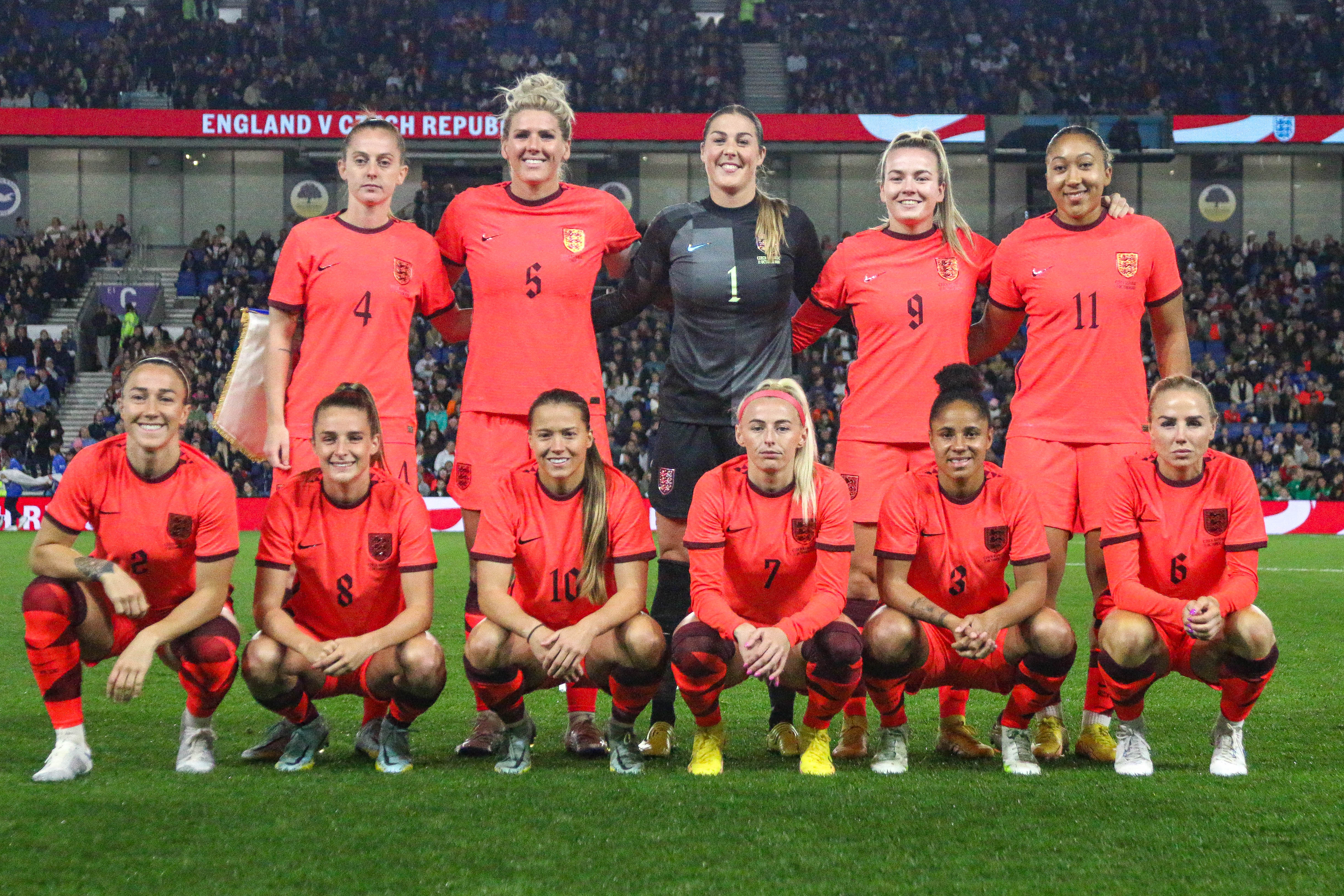
منتخب إنجلترا في أكتوبر 2022؛ عشر من هؤلاء اللاعبات الأحد عشر (#1–10) كن في الفريق الفائز ببطولة أوروبا في يوليو 2022

أعلن الاتحاد الإنجليزي في 14 أغسطس 2020 عن توصّله إلى اتفاق يمتد لأربعة أعوام مع الهولندية سارينا فيغمان، لتتولى تدريب المنتخب الوطني بدءًا من سبتمبر 2021، لتُصبح بذلك أول مدربة دائمة من خارج الجزر البريطانية في تاريخ المنتخب. ومع بدء مشوار التصفيات المؤهلة لكأس العالم 2023، حرصت فيغمان على غرس فلسفة هجومية حاسمة في الفريق، ما أسفر عن سلسلة من الانتصارات الكاسحة في اللقاءات الرسمية والودية، كان أبرزها فوز وُصف بـ"المُذل" على منتخب بلادها هولندا. دخلت إلين وايت سجلات التاريخ في 30 نوفمبر 2021 عندما أصبحت أفضل هدافة في تاريخ المنتخب، متجاوزة كيلي سميث، وذلك خلال فوز تاريخي بنتيجة 20–0 على لاتفيا، أحرزت فيه ثلاثية. وشهدت المباراة أيضًا تسجيل كل من بيث ميد، ولورين هيمب (أربعة أهداف)، وأليشا روسو لثلاثيات، في سابقة أولى بتاريخ الفريق، كما مثّلت النتيجة أكبر انتصار في تاريخ المنتخبين الرجالي والنسائي معًا، متجاوزة فوز السيدات 13–0 على المجر عام 2005، وفوز الرجال بنفس النتيجة على أيرلندا عام 1882.

وُضعت إنجلترا ضمن المجموعة الأولى من بطولة أمم أوروبا 2022 بصفتها الدولة المستضيفة، وحقّقت العلامة الكاملة في دور المجموعات، بانتصار افتتاحي 1–0 على النمسا في ملعب أولد ترافورد، تلاه فوز ساحق 8–0 على النرويج في ملعب فالمر – وهو أكبر انتصار في تاريخ البطولة – ثم انتصار ثالث 5–0 على أيرلندا الشمالية في ملعب سانت ماري. عادت إنجلترا في ربع النهائي من تأخر بهدف أمام إسبانيا إلى فوز 2–1 في الوقت الإضافي، قبل أن تواصل مسيرتها المظفرة في نصف النهائي على ملعب برامول لين، باكتساح السويد 4–0، في مباراة خُلدت بهدف مذهل من أليشا روسو بكعب القدم، رُشّح لاحقًا لجائزة بوشكاش.
«لا مزيد من سنوات الألم! لا مزيد من الأحلام، لأن الأحلام تحقّقت في ويمبلي! بعد 56 عامًا طويلة، جاء المجد من جديد أمام ألمانيا، وهذه المرة كتبه التاريخ من جديد، لأن اللبؤات تُوّجن بأول ألقابهن الكبرى!»

— المعلّقة فيكي سباركس، في إذاعة بي بي سي راديو 5 لايف عند صافرة نهاية نهائي يورو 2022.

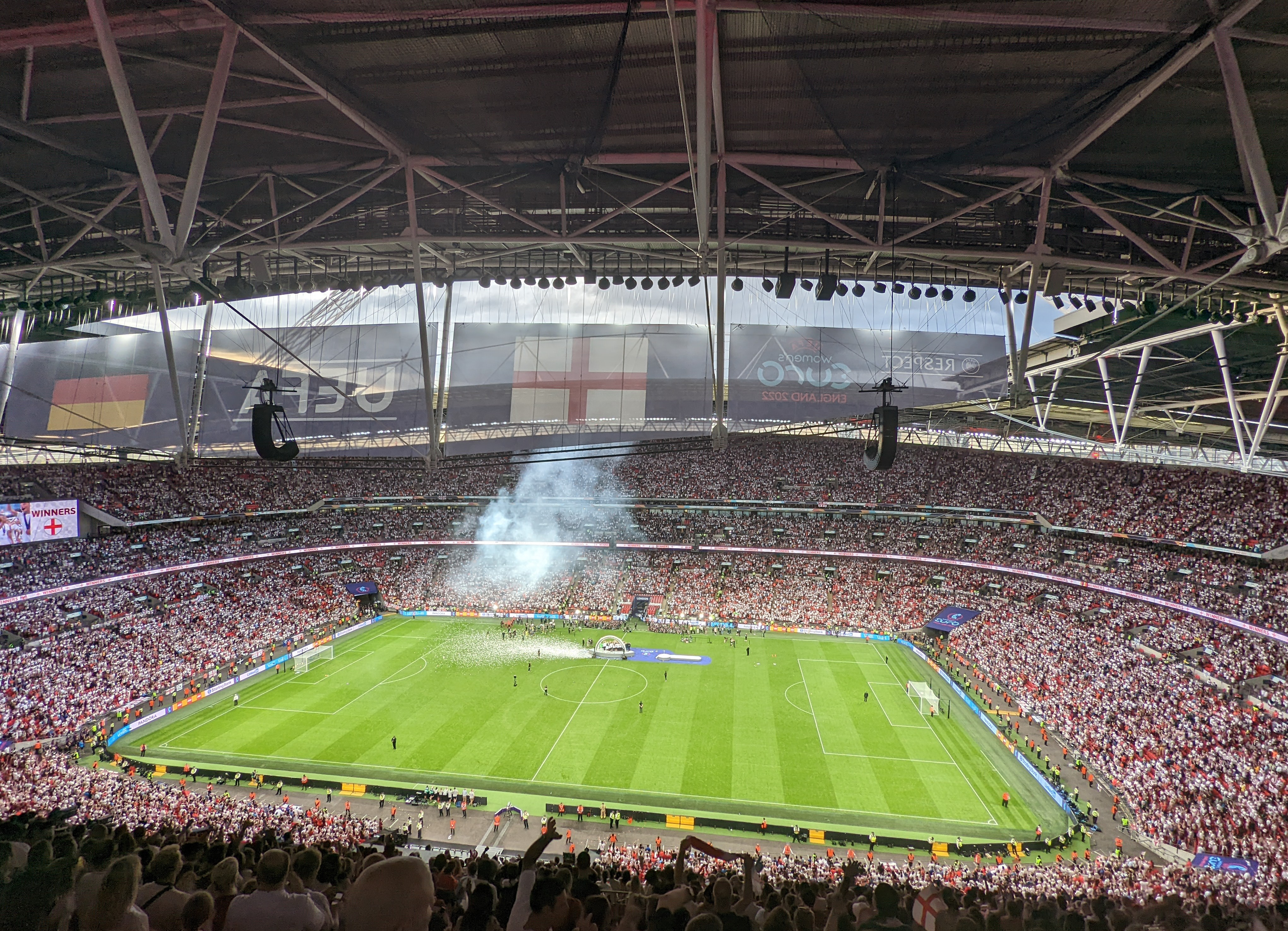
تُوّجت إنجلترا بطلة لأوروبا بعد فوزها بنهائي يورو 2022

تُوّج منتخب إنجلترا بلقب أمم أوروبا للسيدات لأول مرة في تاريخه في 31 يوليو 2022، بعد فوز 2–1 على ألمانيا في ملعب ويمبلي أمام حشد جماهيري بلغ 87،192 متفرجًا – وهو رقم قياسي لنهائي نسوي أو رجالي في البطولة. تقدّمت إنجلترا عبر إيلا تون، قبل أن تُعادل لينا ماغول النتيجة لألمانيا، لكن هدف كلوي كيلي في الدقيقة 110 من كرة ثابتة حسم اللقب، ليُحقق المنتخب أول بطولة كبرى له – رجالًا ونساءً – منذ كأس العالم 1966.
وجّهت لاعبات منتخب إنجلترا خطابًا مفتوحًا إلى المرشحين لرئاسة حزب المحافظين، ريشي سوناك وليز تراس، عقب التتويج بيورو 2022، أكّدن فيه أنّ "الإرث الحقيقي والانتصار الأكبر يتمثلان في إلهام الأمة". وقد نبّه الخطاب إلى أن 63% فقط من الفتيات البريطانيات يستطعن ممارسة كرة القدم ضمن دروس التربية البدنية، داعيات إلى جعل الاستثمار في كرة القدم المدرسية للفتيات أولوية وطنية.
واصلت إنجلترا تألقها بعد البطولة، بسلسلة من النتائج الإيجابية، شملت فوزًا وديًا على الولايات المتحدة في ويمبلي وتأهلاً مريحًا لكأس العالم 2023، لتنهي عام 2022 دون هزيمة. وفي ديسمبر، حصدت بيث ميد على جائزة شخصية العام من بي بي سي – وهي أول لاعبة كرة قدم تفوز بها – فيما نال المنتخب جائزة "فريق العام"، وتُوجت فيغمان بلقب "مدربة العام". حازت ماري إيربس في حفل جوائز الفيفا 2022 جائزة أفضل حارسة مرمى، وكُرّمت فيغمان بجائزة أفضل مدربة، ودخلت كل من ميد وويليامسون ولوسي برونز وكيرا وولش التشكيلة المثالية "فيفا وورلد 11".
خاضت إنجلترا نهائي "الفيناليسيما" بصفتها بطلة أوروبا، وواجهت بطلات أمريكا الجنوبية البرازيل في أبريل 2023، ونجحت في حسم اللقاء بركلات الترجيح. غير أن سلسلة اللاهزيمة توقفت بعد أيام، إثر خسارة أمام أستراليا، لتنتهي سلسلة من 30 مباراة دون هزيمة تحت قيادة فيغمان. ومع ذلك، كانت الهالة الجديدة التي اكتسبها المنتخب – بوصفه فريقًا بطلاً – جلية في نظر الإعلام والجمهور.
تصدّرت إنجلترا مجموعتها بثلاثة انتصارات متتالية في كأس العالم للسيدات 2023، ثم تجاوزت أدوار الإقصاء بفوز على نيجيريا، وكولومبيا، وأستراليا – البلد المضيف – لتبلغ النهائي العالمي للمرة الأولى في تاريخها. غير أنها خسرت أمام إسبانيا 1–0، مكتفية بالوصافة.

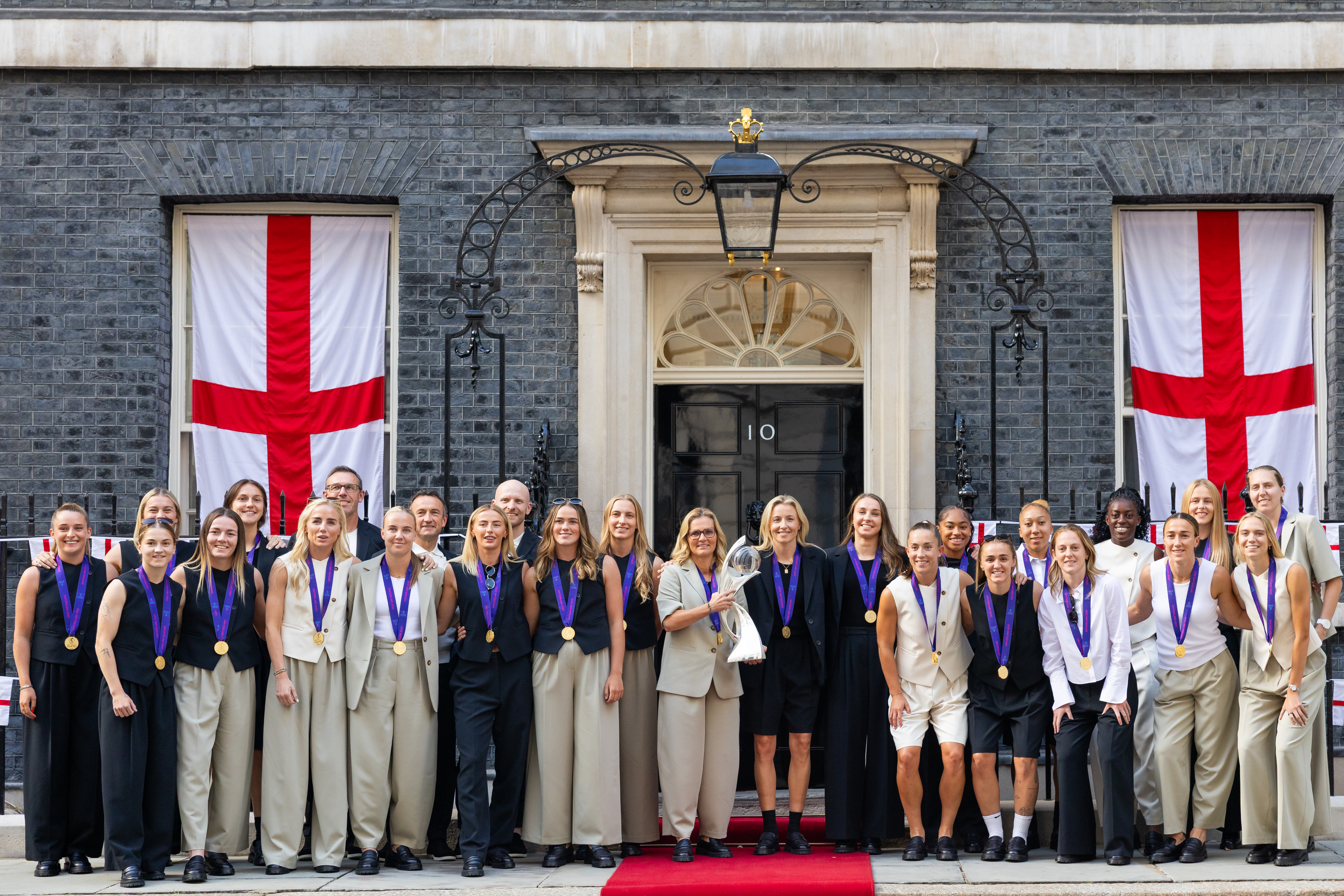
أعضاء الفريق في داونينج ستريت بعد الفوز ببطولة يورو 2025

بصفتها حاملةً للقب، كرّرت إنجلترا إنجازها في بطولة أمم أوروبا 2025 بتغلّبها على إسبانيا في المباراة النهائية، في أول تتويج لمنتخب إنجليزي ببطولة كبرى خارج الديار. وبعد تأخّرها بهدف، نجحت إنجلترا في تعديل النتيجة 1–1 في الوقت الأصلي، بفضل عدة تصديات حاسمة من الحارسة هانا هامبتون. وقدّمت كلوي كيلي، صاحبة هدف الفوز في نهائي 2022، التمريرة العرضية التي سجلت منها أليسيا روسو هدف التعادل بالرأس، قبل أن تحسم كيلي نفسها المواجهة بتسجيل ركلة الترجيح الحاسمة، لتنتهي المباراة بفوز إنجلترا 3–1 بركلات الترجيح. ووفقًا لهيئة الإذاعة البريطانية (BBC)، فقد تمثّل موضوع البطولة في قدرة إنجلترا على العودة بعد التأخّر أكثر من أي فريق آخر، إذ قلبت تأخّرها في أربع مباريات.

## الصورة النمطية

### الألقاب
يُعرف المنتخب الإنجليزي للسيدات بلقب "اللبؤات" (The Lionesses)، وهو اسمٌ نشأ من داخل إدارة التسويق الرقمي التابعة للاتحاد الإنجليزي، جزءًا من جهود استراتيجية لزيادة الوعي بالمنتخب النسوي وتعزيز حضوره لدى جمهور كرة القدم النسائية، لاسيّما عبر وسائل التواصل الاجتماعي. استُخدم الاسم لأول مرة تحت وسم (#Lionesses) في يونيو 2012، تزامنًا مع مشاركة المنتخب الرجالي في بطولة يورو 2012، بينما كانت السيدات يخضن مباراة حاسمة في تصفيات يورو 2013 أمام هولندا، في محاولة لتمييز التغطية الإعلامية الخاصة بالمنتخب النسوي عن تلك الخاصة بالرجال التي كانت تُستخدم تحت وسم #ThreeLions. وسرعان ما بدأ اللقب يُتداول تلقائيًا بين الجماهير ووسائل الإعلام، إلى أن اعتمده الاتحاد الإنجليزي رسميًا ليصبح هويةً تجاريةً قبيل انطلاق كأس العالم للسيدات 2015، وليُصبح لاحقًا جزءًا من العلامة التسويقية للمنتخب وشراكات الرعاية.
ظهر اسم "اللبؤات" مجددًا في نسخة محدّثة من النشيد الإنجليزي الشهير "Three Lions" (الأسود الثلاث)، تزامنًا مع مشوار المنتخب النسوي الظافر في بطولة يورو 2022. وقد شارك في أداء النسخة المعدّلة نخبة من اللاعبات السابقات، من بينهن: فارا ويليامز، ورايتشل يانكي، وفاي وايت، ورايتشل براون-فينيش، وأنيتا أسانتي، إلى جانب الفنانة تشيلسي غرايمز، وفرقة "ذا لايتنينغ سيدز"، والمغني ديفيد بادييل، فيما حضر فرانك سكينر – أحد مؤلفي النشيد الأصلي – الفعالية. وفي وقت لاحق، أعادت الفرقة تقديم النشيد بنسخة ميلادية بعنوان: "Three Lions (It’s Coming Home for Christmas)" تزامنًا مع كأس العالم للرجال 2022 في قطر، وتضمنت النسخة الجديدة إشارات مباشرة لإنجاز اللبؤات في يورو 2022، كما ظهرت فيها لقطات لاحتفال اللاعبات وهنّ يقتحمن مؤتمر فيغمان الصحفي عقب النهائي، وشارك في الفيديو كل من بيثاني إنجلاند وجيس كارتر.
أُطلقت أسماء مختلفة على خطوط "لندن أوفرغراوند" في فبراير 2024، وشهد الخط الواصل بين واتفورد جانكشن ويوستون – الذي يضم محطة ويمبلي المركزية – تسمية "خط اللبؤات" (Lioness Line) تكريمًا للمنتخب النسوي وإنجازاته المتألقة.

### الحضور الإعلامي والترويج
شكّلت الحملة الإعلامية لإعلان قائمة منتخب إنجلترا المشاركة في كأس العالم 2019 لحظة فارقة في الترويج لكرة القدم النسائية، إذ هدفت إلى تحويل اللاعبات إلى نجمات معروفات، دعمًا للمنتخب وللمنافسة ككل. واستُخدمت شخصيات مشهورة لها علاقات شخصية باللاعبات لتقديم الإعلان عبر منصات التواصل، في خطوة لاقت إشادة واسعة، وساهمت في تعزيز التفاعل الرقمي مع المنتخب.
أُنتج فيلم وثائقي بعنوان "اللبؤات: كيف عادت كرة القدم إلى موطنها" في أعقاب تتويج المنتخب ببطولة أمم أوروبا للسيدات 2022، عُرض لاحقًا في ذات العام. كما أُفيد بأن رحلة المنتخب في كأس العالم للسيدات 2023 ستُوثّق كذلك في فيلم وثائقي قيد الإنتاج.
تُبث مباريات منتخب إنجلترا في البطولات الدولية المختارة عبر قنوات آي تي في سبورت، باستثناء نهائيات كأس أوروبا وكأس العالم التي تنقلها قناة بي بي سي. تولّت سابقًا القناة الرابعة بث مباريات يورو 2017، بينما كانت قناة يوروسبورت شريكًا إعلاميًا للبطولات العالمية أيضًا.

## نتائج المباريات الأخيرة والمباريات المجدولة
تتضمن هذه القائمة نتائج مباريات الأشهر الاثني عشر الماضية، بالإضافة إلى أي مباريات مُجدولة مُستقبلاً.
جميع الأوقات مُدرجة بتوقيت غرينتش، باستثناء ما هو مُشار إليه.
  فوز   تعادل   خسارة

### 2024
| ودية 25 أكتوبر | إنجلترا                            | 3–4   | ألمانيا                                               | لندن، إنجلترا                                                           |
| 19:30          | ستانواي 33' (ركلة.)، 36' برونز 81' | تقرير | غوين 4' (ركلة.)، 11' · بوهل 29' · ديبريتز 72' (ركلة.) | الملعب: ملعب ويمبلي الحضور: 47،967 الحكم: مارتا هويرتا دي آزا (إسبانيا) |

| ودية 29 أكتوبر | إنجلترا                   | 2–1   | جنوب إفريقيا | كوفنتري، إنجلترا                                                   |
| 19:45          | ويليامسون 12' كلينتون 23' | تقرير | كاتلانا 55'  | الملعب: ملعب كوفينتري الحضور: 20،400 الحكم: ماريا كابوتي (إيطاليا) |

| ودية 30 نوفمبر | إنجلترا | 0–0   | الولايات المتحدة | لندن، إنجلترا                                                     |
| 17:20          |         | تقرير |                  | الملعب: ملعب ويمبلي الحضور: 78،346 الحكم: لينا لوهتيفارا (فنلندا) |

| ودية 3 ديسمبر | إنجلترا    | 1–0 | سويسرا | شفيلد، إنجلترا                                                           |
| 19:45         | كلينتون 8' |     |        | الملعب: ملعب برامول لين الحضور: 23،870 الحكم: كاتارينا كامبوس (البرتغال) |

### 2025
| دوري الأمم الأوروبية 21 فبراير | البرتغال    | 1–1   | إنجلترا  | برتماو، البرتغال                                                                |
| 19:45                          | نازاريث 75' | تقرير | روسو 15' | الملعب: ملعب بورتيماو الحضور: 3،221 الحكم: إيفانا برويكوفسكا (مقدونيا الشمالية) |

| دوري الأمم الأوروبية 26 فبراير | إنجلترا  | 1–0   | إسبانيا | لندن، إنجلترا                                                    |
| 20:00                          | بارك 33' | تقرير |         | الملعب: ملعب ويمبلي الحضور: 46،550 الحكم: تيسا أولوفسون (السويد) |

| دوري الأمم الأوروبية 4 أبريل | إنجلترا                                                       | 5–0   | بلجيكا | برستل، إنجلترا                                                             |
| 20:00                        | برونز 21' · برايت 45+1' · بيفر-جونز 67' · بارك 78' · وولش 88' | تقرير |        | الملعب: ملعب أشتون غيت الحضور: 23،202 الحكم: مارتا هويرتا دي آزا (إسبانيا) |

| دوري الأمم الأوروبية 8 أبريل | بلجيكا                           | 3–2   | إنجلترا                       | لوفن، بلجيكا                                                 |
| 19:30                        | وولارت 4'، 29' · فانهايفرمات 16' | تقرير | ميد 35' (ركلة.) · أغيمانغ 81' | الملعب: دين دريف الحضور: 6،253 الحكم: ماريا كابوتي (إيطاليا) |

| دوري الأمم الأوروبية 30 مايو | إنجلترا                                                | 6–0   | البرتغال | لندن، إنجلترا                                                       |
| 19:45                        | بيفر-جونز 3'، 26'، 33' · برونز 5' · ميد 29' · كيلي 62' | تقرير |          | الملعب: ملعب ويمبلي الحضور: 48،531 الحكم: فريدا كلارلوند (الدنمارك) |

| دوري الأمم الأوروبية 3 يونيو | إسبانيا       | 2–1   | إنجلترا  | كورنيلا دي يوبريغات                                       |
| 18:00                        | بينا 60'، 70' | تقرير | روسو 22' | الملعب: ملعب كورنيا إل برات الحكم: كاتالين كولشار (المجر) |

| ودية 29 يونيو | إنجلترا                                                                         | 7–0 | جامايكا | ليستر، إنجلترا                                            |
| 17:00 (ت ص ب) | تون 10'، 45+4' · برونز 32' · ستانواي 59' · روسو 71' · بيفر-جونز 85' · ميد 90+6' |     |         | الملعب: ملعب كينغ باور الحكم: فرانزيسكا ويلدفور (ألمانيا) |

| أمم أوروبا المجموعة الرابعة 5 يوليو | فرنسا                     | 2–1   | إنجلترا  | زيورخ، سويسرا                                                       |
| 20:00 (ت ص ب)                       | كاتوتو 36' · بالتيمور 39' | تقرير | وولش 87' | الملعب: ملعب ليتزيغروند الحضور: 22,542 الحكم: تيس أولوفسون (السويد) |

| أمم أوروبا المجموعة الرابعة 9 يوليو | إنجلترا                                 | 4–0   | هولندا | زيورخ، سويسرا                                                                |
| 17:00 (ت ص ب)                       | جيمس 22'، 60' · ستانواي 45+2' · تون 67' | تقرير |        | الملعب: ملعب ليتزيغروند الحضور: 22,600 الحكم: إيدينا ألفيس باتيستا (البرازيل |

| أمم أوروبا المجموعة الرابعة 13 يوليو | إنجلترا                                                                       | 6–1   | ويلز     | سانت غالن، سويسرا                                                      |
| 21:00 ت ص ب                          | ستانواي 13' (ركلة.) · تون 21' · هيمب 30' · روسو 44' · ميد 73' · بيفر-جونز 89' | تقرير | كاين 76' | الملعب: ملعب سانت غالن الحضور: 15,953 الحكم: فريدا كلارلوند (الدنمارك) |

| ربع نهائي أمم أوروبا 17 يوليو                                            | السويد                      | 2–2 (و.إ) (2–3 ر.ت)                                  | إنجلترا                | زيورخ، سويسرا                                                              |
| 20:00 ت ص ب                                                              | أسلاني 2' · بلاكستينيوس 25' | تقرير                                                | برونز 79' أغيامانغ 81' | الملعب: ملعب ليتزيغروند الحضور: 22,397 الحكم: مارتا هويتا دي آزا (إسبانيا) |
|                                                                          |                             | ركلات جزاء                                           |                        |                                                                            |
| أنغيلداهل · زيغيوتي أولمه · إيريكسون · بيورن · فالك · ياكوبسون · هولمبرغ |                             | روسو · جيمس · ميد · غرينوود · كيلي · كلينتون · برونز |                        |                                                                            |

| نصف نهائي أمم أوروبا 22 يوليو | إنجلترا                  | 2–1 (و.إ) | إيطاليا      | جنيف، سويسرا                                                       |
| 20:00 ت ص ب                   | أغيامانغ 90+6' كيلي 119' | تقرير     | بونانسيا 33' | الملعب: ملعب جنيف الحضور: 26.539 الحكم: إيفانا مارتنشيتش (كرواتيا) |

| نهائي أمم أوروبا 27 يوليو                 | إنجلترا  | 1–1 (و.إ) (3–1 ر.ت)                     | إسبانيا     | بازل، سويسرا                                                         |
| 17:00 ت ص ب                               | روسو 57' | تقرير                                   | كالدنتي 25' | الملعب: سانت ياكوب بارك الحضور: 34,203 الحكم: ستيفاني فرابار (فرنسا) |
|                                           |          | ركلات جزاء                              |             |                                                                      |
| ميد · غرينوود · تشارلز · ويليامسون · كيلي |          | خويخارو · كالدنتي · بونماتي · بارالويلو |             |                                                                      |

| مباراة ودية 29 نوفمبر | إنجلترا | ضدّ    | الصين | لندن، إنجلترا       |
| 17:30 GMT             |         | تقرير |       | الملعب: ملعب ويمبلي |

## طاقم التدريب

### الطاقم الحالي
آخر تحديث 10 أغسطس 2021
.
| المركز         | العضو         | مرجع   |
| -------------- | ------------- | ------ |
| المدرب         | سارينا ويجمان | [ 90 ] |
| المدرب المساعد | شاغر          |        |
| مدرب الحراس    | دارين وارد    |        |

### المدربون السابقون
آخر تحديث 27 يوليو 2025
.
| صورة | المدرب           | الفترة               | لعب | فاز | تعادل | خسر | معدل الفوز | البطولات |
| ---- | ---------------- | -------------------- | --- | --- | ----- | --- | ---------- | --- |
|      | هاري بات         | 1969–1970، 1972      | 6   | 1   | 0     | 5   | 16.7%      | مباريات ودية غير رسمية                                                                                        |
|      | فرانك بيكر       | 1971                 | 1   | 0   | 0     | 1   | 0.0%       | مباريات ودية غير رسمية                                                                                        |
|      | إيريك وورثينغتون | 1972                 | 1   | 1   | 0     | 0   | 100.0%     | |
|      | توم ترينتر       | 1973–1979            | 25  | 17  | 2     | 6   | 68.0%      | |
|      | مايك رودينغ      | 1979                 | 1   | 0   | 1     | 0   | 0.0%       | |
|      | مارتن ريغان      | 1980–1990            | 61  | 28  | 14    | 19  | 45.9%      | وصيف يورو 1984 وصيف يورو 1987                                                                                 |
|      | باري وليامز      | 1991                 | 1   | 1   | 0     | 0   | 100.0%     | |
|      | جون بيلتون       | 1991–1992            | 11  | 5   | 2     | 4   | 45.5%      | |
|      | تيد كوبلاند      | 1993–1998            | 35  | 15  | 5     | 15  | 42.9%      | نصف نهائي يورو 1995 ربع نهائي كأس العالم 1995                                                                 |
|      | ديك بيت          | 1998 (انتقالي)       | 3   | 0   | 0     | 3   | 0.0%       | |
|      | هوب باول         | 1998–2013            | 169 | 85  | 33    | 51  | 50.3%      | دوري المجموعات 2001 دوري المجموعات 2005 ربع نهائي 2007 وصيف 2009 ربع نهائي 2011 دوري المجموعات 2013           |
|      | برينت هيلز       | 2006، 2013 (انتقالي) | 5   | 4   | 0     | 1   | 80.0%      | |
|      | مارك سامبسون     | 2013–2017            | 60  | 39  | 8     | 13  | 65.0%      | المركز الثالث 2015 نصف نهائي 2017                                                                             |
|      | مو مارلي         | 2017 (انتقالي)       | 3   | 2   | 0     | 1   | 66.7%      | |
|      | فيل نيفيل        | 2018–2021            | 35  | 19  | 5     | 11  | 54.3%      | المركز الرابع 2019                                                                                            |
|      | هيجه ريسه        | 2021 (انتقالي)       | 3   | 1   | 0     | 2   | 33.3%      | |
|      | سارينا ويغمان    | 2021–                | 70  | 48  | 13    | 9   | 68.6%      | بطلات يورو 2022 بطلات الفيناليسيما 2023 وصيف كأس العالم 2023 المركز الخامس دوري الأمم 2023–24 بطلات يورو 2025 |

## اللاعبات

### القائمة الحالية
أُعلن عن الأسماء التالية لـ23 لاعبة ضمن قائمة المنتخب المشاركة في بطولة أمم أوروبا للسيدات 2025. وجرى اختيار صوفي باغالي، لورا بليندكيلد براون، ميسي بو كيرنز ولوسي باركر ضمن اللاعبات الاحتياطيات، على أن يتدربن مع الفريق حتى 30 يونيو 2025.
عدد المشاركات والأهداف صحيحة حتى المباراة التي لعبت في 27 يوليو 2025 ضد إسبانيا.
| الرقم | المركز | اللاعب         | تاريخ الميلاد (العمر) | لعب | سجل | النادي          |
| ----- | ------ | -------------- | --------------------- | --- | --- | --------------- |
| 1     | حارس   | هانا هامبتون   | 16 نوفمبر 2000        | 22  | 0   | تشيلسي          |
| 13    | حارس   | آنا مورهاوس    | 30 مارس 1995          | 0   | 0   | أورلاندو برايد  |
| 21    | حارس   | خايرا كيتينغ   | 27 يونيو 2004         | 0   | 0   | مانشستر سيتي    |
|       |        |                |                       |     |     |                 |
| 2     | دفاع   | لوسي برونز     | 28 أكتوبر 1991        | 140 | 20  | تشيلسي          |
| 3     | دفاع   | نيف تشارلز     | 21 يونيو 1999         | 29  | 0   | تشيلسي          |
| 5     | دفاع   | أليكس غرينوود  | 7 سبتمبر 1993         | 105 | 7   | مانشستر سيتي    |
| 6     | دفاع   | ليا ويليامسون  | 29 مارس 1997          | 64  | 5   | أرسنال          |
| 12    | دفاع   | مايا لو تيسييه | 18 أبريل 2002         | 8   | 0   | مانشستر يونايتد |
| 15    | دفاع   | إسمي مورغان    | 18 أكتوبر 2000        | 16  | 0   | واشنطن سبيريت   |
| 16    | دفاع   | جيس كارتر      | 27 أكتوبر 1997        | 51  | 2   | نادي غوثام      |
| 22    | دفاع   | لوتي ووبن موي  | 11 يناير 1999         | 13  | 1   | أرسنال          |
|       |        |                |                       |     |     |                 |
| 4     | وسط    | كيرا والش      | 8 أبريل 1997          | 93  | 2   | تشيلسي          |
| 8     | وسط    | جورجيا ستانواي | 3 يناير 1999          | 84  | 24  | بايرن ميونخ     |
| 10    | وسط    | إيلا تون       | 2 سبتمبر 1999         | 65  | 23  | مانشستر يونايتد |
| 14    | وسط    | غريس كلينتون   | 31 مارس 2003          | 16  | 3   | مانشستر يونايتد |
| 20    | وسط    | جيس بارك       | 21 أكتوبر 2001        | 20  | 3   | مانشستر سيتي    |
|       |        |                |                       |     |     |                 |
| 7     | هجوم   | لورين جيمس     | 29 سبتمبر 2001        | 34  | 9   | تشيلسي          |
| 9     | هجوم   | بيث ميد        | 9 مايو 1995           | 74  | 37  | أرسنال          |
| 11    | هجوم   | لورين هيمب     | 7 أغسطس 2000          | 70  | 19  | مانشستر سيتي    |
| 17    | هجوم   | ميشيل أغيمانغ  | 3 فبراير 2006         | 5   | 3   | أرسنال          |
| 18    | هجوم   | كلوي كيلي      | 15 يناير 1998         | 59  | 9   | أرسنال          |
| 19    | هجوم   | آغي بيفر-جونز  | 27 يوليو 2003         | 11  | 6   | تشيلسي          |
| 23    | هجوم   | أليسيا روسو    | 8 فبراير 1999         | 57  | 25  | أرسنال          |

### لاعبات استدعو سابقًأ
| المركز | اسم اللاعب           | تاريخ الميلاد (العمر) | لعب | سجل | النادي                 | الردود المتأخرة                   |
| --- | -------------------- | --------------------- | --- | --- | ---------------------- | --------------------------------- |
| GK | صوفي باغالي          | 29 نوفمبر 1996        | 0   | 0   | برايتون أند هوف ألبيون | بطولة أمم أوروبا للسيدات 2025 PRE |
| GK | ماري إيربس RET       | 7 مارس 1993           | 53  | 0   | باريس سان جيرمان       | ضد. البرتغال، 30 مايو 2025 WD     |
| GK | لوسي توماس           | 21 مارس 2000          | 0   | 0   | برمنغهام سيتي          | ضد. السويد، 16 يوليو 2024         |
| |                      |                       |     |     |                        |                                   |
| DF | لوسي باركر           | 18 نوفمبر 1998        | 0   | 0   | أستون فيلا             | بطولة أمم أوروبا للسيدات 2025 PRE |
| DF | إيلا موريس           | 23 سبتمبر 2002        | 0   | 0   | توتنهام هوتسبير        | ضد. البرتغال، 30 مايو 2025 INJ    |
| DF | ميللي برايت          | 21 أغسطس 1993         | 88  | 6   | تشيلسي                 | ضد. البرتغال، 30 مايو 2025 WD     |
| DF | ميللي تيرنر          | 7 يوليو 1996          | 2   | 0   | مانشستر يونايتد        | ضد. بلجيكا، 8 أبريل 2025          |
| DF | غابي جورج            | 2 فبراير 1997         | 3   | 0   | مانشستر يونايتد        | ضد. سويسرا، 3 ديسمبر 2024         |
| |                      |                       |     |     |                        |                                   |
| MF | لورا بليندكيلد براون | 9 سبتمبر 2003         | 1   | 0   | مانشستر سيتي           | بطولة أمم أوروبا للسيدات 2025 PRE |
| MF | ميسي بو كيرنز        | 14 أبريل 2001         | 1   | 0   | أستون فيلا             | بطولة أمم أوروبا للسيدات 2025 PRE |
| MF | فران كيربي RET       | 29 يونيو 1993         | 77  | 19  | برايتون أند هوف ألبيون | ضد. إسبانيا، 3 يونيو 2025         |
| MF | مايسي سايموندس       | 2 فبراير 2003         | 0   | 0   | برايتون أند هوف ألبيون | ضد. بلجيكا، 8 أبريل 2025          |
| MF | روبي مايس            | 5 سبتمبر 2003         | 1   | 0   | ليستر سيتي             | ضد. إسبانيا، 26 فبراير 2025       |
| |                      |                       |     |     |                        |                                   |
| FW | نيكيتا باريس         | 10 مارس 1994          | 74  | 17  | برايتون أند هوف ألبيون | ضد. إسبانيا، 3 يونيو 2025         |
| FW | جيسيكا ناز           | 24 سبتمبر 2000        | 6   | 0   | توتنهام هوتسبير        | ضد. بلجيكا، 8 أبريل 2025          |
| INJ انسحبت بسبب الإصابة RET اعتزلت اللعب الدولي PRE قائمة أولية MED انسحبت لأسباب طبية REHAB في مرحلة التأهيل بعد الإصابة WD انسحبت لسبب آخر |                      |                       |     |     |                        |                                   |

### قائدات الفريق
هناك أحد عشر قائدة دائمًا وسبعة وعشرون قائدة مؤقتة منذ عام 1972.
- نص غليظ يشير إلى القائدة الحالية
- خط مائل يشير إلى اللاعبات اللواتي لا يزالون نشطين
- يشير إلى أن اللاعب كان قائدًا للمباريات تحت راية رابطة كرة القدم النسائية[ب]

| الفترة                                                                | القائدة                          | القائدة                          | القائدات الاحتياطيات |
| --------------------------------------------------------------------- | -------------------------------- | -------------------------------- | --- |
| 1972–1976                                                             | شيلا باركر                       | شيلا باركر                       | |
| 1976–                                                                 |                                  | كارول توماس (اسم الولادة: مكوني) | |
| 1983: أصبحت رابطة كرة القدم النسائية "اتحاد مقاطعة" للاتحاد الإنجليزي |                                  |                                  | |
| −1985                                                                 | كارول توماس (اسم الولادة: مكوني) | كارول توماس (اسم الولادة: مكوني) | |
| 1985–                                                                 |                                  | ديبي بامبتون                     | |
| 1990–                                                                 | جيليان كولتارد                   | جيليان كولتارد                   | |
| 1993: دُمج الفريق في الاتحاد الإنجليزي                                 |                                  |                                  | |
| −1997                                                                 | ديبي بامبتون                     | ديبي بامبتون                     | |
| −2000                                                                 | جيليان كولتارد                   | جيليان كولتارد                   | |
| 2000–2001                                                             | مو مارلي                         | مو مارلي                         | |
| 2001–2002                                                             |                                  | تارا بروكتور                     | كارين ووكر, في وايت |
| 2002–2003                                                             |                                  | كارين ووكر                       | ماري فيليب |
| 2002–2012                                                             |                                  | في وايت                          | ماري فيليب, كيلي سميث, فارا ويليامز, كاسي ستوني, راشيل يانكي                                                                              |
| 2012–2014                                                             |                                  | كاسي ستوني                       | راشيل يانكي, اليكس سكوت, ستيف هوتون, فارا ويليامز, لورا باسيت                                                                             |
| 2014–2022                                                             |                                  | ستيف هوتون                       | فارا ويليامز, كارين باردسلي, جوردان نوبس, جيل سكوت, إيلين وايت, لورا باسيت, لوسي برونز, كيرا وولش, توني دوغان, ميللي برايت, ليا ويليامسون |
| 2022–الآن                                                             |                                  | ليا ويليامسون                    | ميللي برايت, إيلين وايت, ستيف هوتون, أليكس غرينوود, ماري إيربس, كييرا وولش                                                                |

## الأرقام الفردية
آخر تحديث 27 يوليو 2025
.

### اللاعبات الأكثر مشاركة

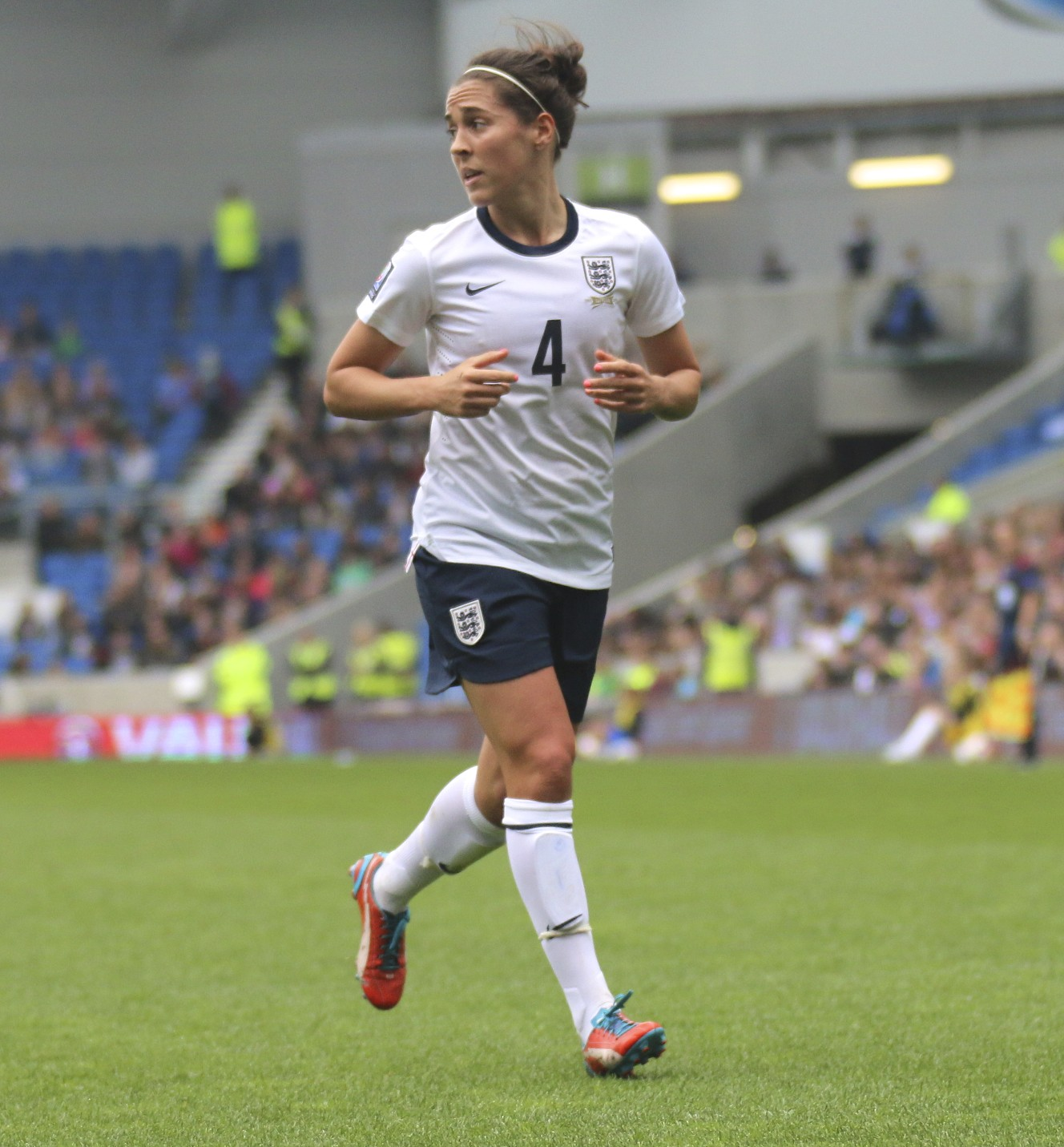
فارا ويليامز هي اللاعبة الأكثر مشاركة مع منتخب إنجلترا ورابع أعلى هدافة برصيد 40 هدفًا في 172 مباراة بين عامي 2001 و2019.

| #  | اللاعبة        | المسيرة   | المشاركات | الأهداف | مرجع    |
| -- | -------------- | --------- | --------- | ------- | ------- |
| 1  | فارا ويليامز   | 2001–2019 | 172       | 40      | [ 128 ] |
| 2  | جيل سكوت       | 2006–2022 | 161       | 27      | [ 129 ] |
| 3  | كارين كارني    | 2005–2019 | 144       | 32      | [ 130 ] |
| 4  | اليكس سكوت     | 2004–2017 | 140       | 12      | [ 131 ] |
| 5  | لوسي برونز     | 2013–     | 140       | 20      |         |
| 6  | كاسي ستوني     | 2000–2018 | 130       | 6       | [ 132 ] |
| 7  | راشيل يانكي    | 1997–2013 | 129       | 19      |         |
| 8  | ستيف هوتون     | 2007–2021 | 121       | 13      |         |
| 9  | جيليان كولتارد | 1981–2000 | 119       | 30      |         |
| 10 | كيلي سميث      | 1995–2014 | 117       | 46      |         |

نص غليظ يشير إلى اللاعبات اللواتي لازالت نشطات.

### اللاعبات الأكثر تهديفًا
| #  | اللاعبة        | المسيرة   | الأهداف | المشاركات | معدل | مرجع    |
| -- | -------------- | --------- | ------- | --------- | ---- | ------- |
| 1  | إيلين وايت     | 2010–2022 | 52      | 113       | 0.46 | [ 133 ] |
| 2  | كيلي سميث      | 1995–2015 | 46      | 117       | 0.39 | [ 134 ] |
| 3  | كيري ديفيس     | 1982–1998 | 44      | 82        | 0.54 | [ 135 ] |
| 4  | كارين ووكر     | 1988–2003 | 40      | 83        | 0.48 | [ 136 ] |
| 4  | فارا ويليامز   | 2001–2019 | 40      | 172       | 0.23 | [ 128 ] |
| 6  | بيث ميد        | 2018–     | 37      | 74        | 0.53 |         |
| 6  | هوب باول       | 1983–1998 | 35      | 66        | 0.53 |         |
| 8  | إنيولا ألوكو   | 2004–2017 | 33      | 102       | 0.32 |         |
| 9  | كارين كارني    | 2005–2019 | 32      | 144       | 0.22 |         |
| 10 | جيليان كولتارد | 1981–2000 | 30      | 119       | 0.25 |         |

النص الغليظ يشير إلى اللاعبات اللواتي لاتزال نشطات.

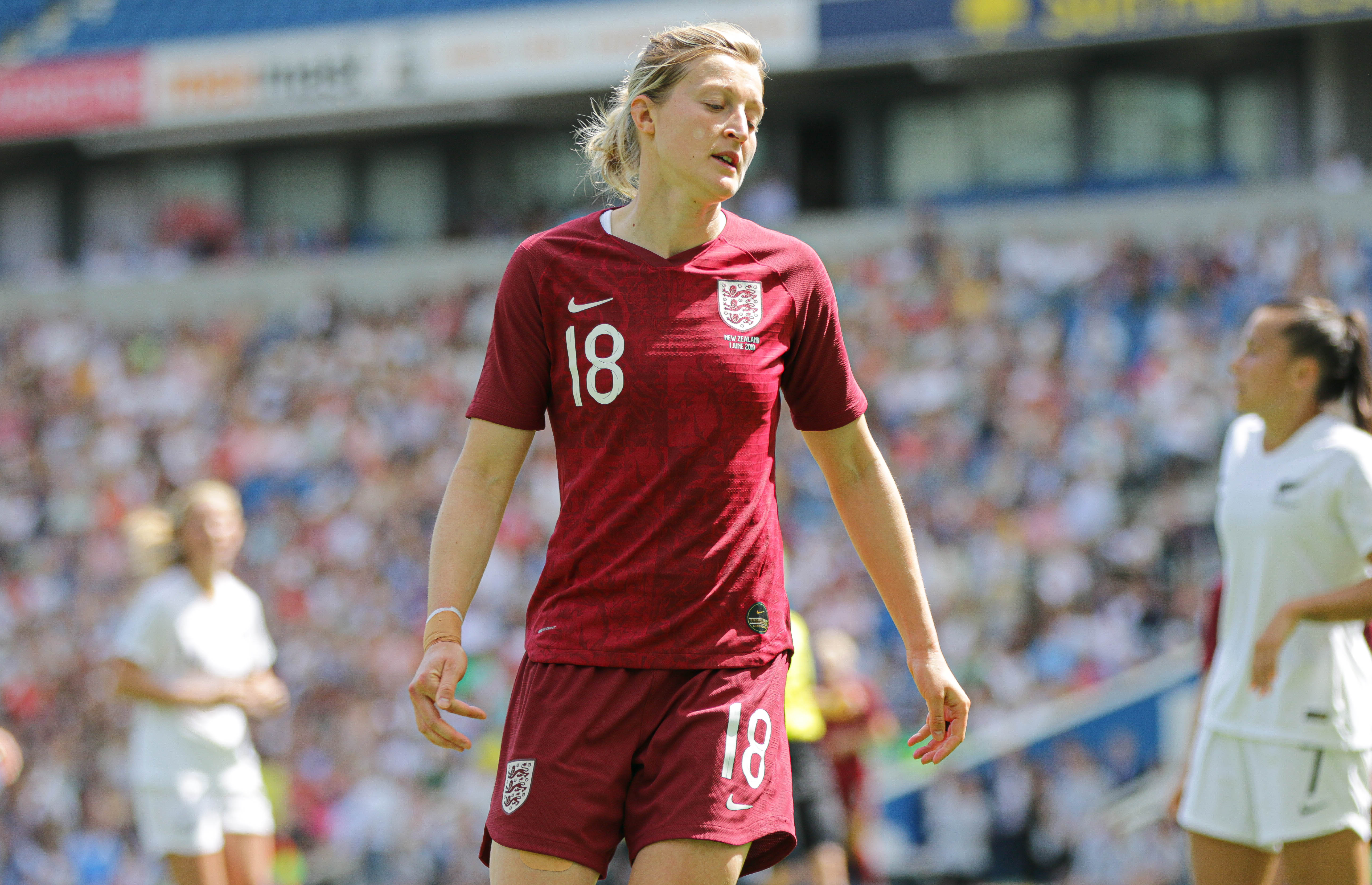
تعد إيلين وايت الهدافة التاريخية للمنتخب الإنجليزي برصيد 52 هدفًا في 113 مباراة.

كانت كارول توماس أول لاعبة في تاريخ منتخب إنجلترا تصل إلى 50 مباراة دولية، وذلك في عام 1985، قبل أن تعتزل كرة القدم في وقت لاحق من العام ذاته، وقد بلغ رصيدها 56 مباراة. أما الرقم القياسي في عدد المشاركات الدولية فلا يزال مُسجلاً باسم فارا ويليامز، التي مثّلت المنتخب في 172 مباراة بين عامي 2001 و2019. تجاوزت ويليامز الرقم القياسي السابق المسجل باسم راشيل يانكي في أغسطس 2014، خلال مباراة ودية ضد السويد. وكانت يانكي نفسها قد حطّمت رقم جيليان كولتراد البالغ 119 مباراة دولية في سبتمبر 2012، خلال مباراة في التصفيات الأوروبية أمام كرواتيا، ثم تجاوزت عدد مشاركات الحارس الأسطوري للرجال بيتر شيلتون (125 مباراة) في يونيو 2013 خلال لقاء ودي أمام اليابان.
تتربّع إلين وايت على عرش الهدّافات التاريخيات لمنتخب إنجلترا للسيدات، بعدما سجلت 52 هدفًا بقميص المنتخب. وقد تجاوزت الرقم السابق المسجل باسم كيلي سميث في 30 نوفمبر 2021، عندما أحرزت ثلاثية "هاتريك" في شباك لاتفيا ضمن تصفيات كأس العالم للسيدات 2023، في مباراة انتهت بفوز ساحق للمنتخب الإنجليزي بنتيجة 20–0، والتي تُعدّ أكبر انتصار رسمي في تاريخ اللبؤات.
الرقم القياسي لأكبر عدد من المشاركات مع إنجلترا دون تسجيل أهداف هو 82 مباراة: حارسة المرمى راشيل براون-فينيس اعتزلت في عام 2015 بعد 82 مباراة دولية، وسجلت لاعبة الوسط كيرا وولش هدفها الأول خلال مباراتها الدولية الـ83 في عام 2025.

### الحضور
|        | التاريخ        | الخصم            | النتيجة      | الملعب                     | الحضور | البطولة                        |
| ------ | -------------- | ---------------- | ------------ | -------------------------- | ------ | ------------------------------ |
| الأول  | 31 يوليو 2022  | ألمانيا          | 2–1 (ب.و.إ.) | ملعب ويمبلي، لندن, إنجلترا | 87,192 | نهائي كأس الأمم الأوروبية 2022 |
| الثاني | 6 أبريل 2023   | البرازيل         | 1–1 (4–2 ج.) | ملعب ويمبلي، لندن, إنجلترا | 83,132 | فيناليسما 2023                 |
| الثالث | 30 نوفمبر 2024 | الولايات المتحدة | 0–0          | ملعب ويمبلي، لندن, إنجلترا | 78,346 | مباراة ودية                    |
| 4      | 9 نوفمبر 2019  | ألمانيا          | 1–2          | ملعب ويمبلي، لندن, إنجلترا | 77,768 | مباراة ودية                    |
| 5      | 7 أكتوبر 2022  | الولايات المتحدة | 2–1          | ملعب ويمبلي، لندن, إنجلترا | 76,893 | مباراة ودية                    |

## السجل التنافسي

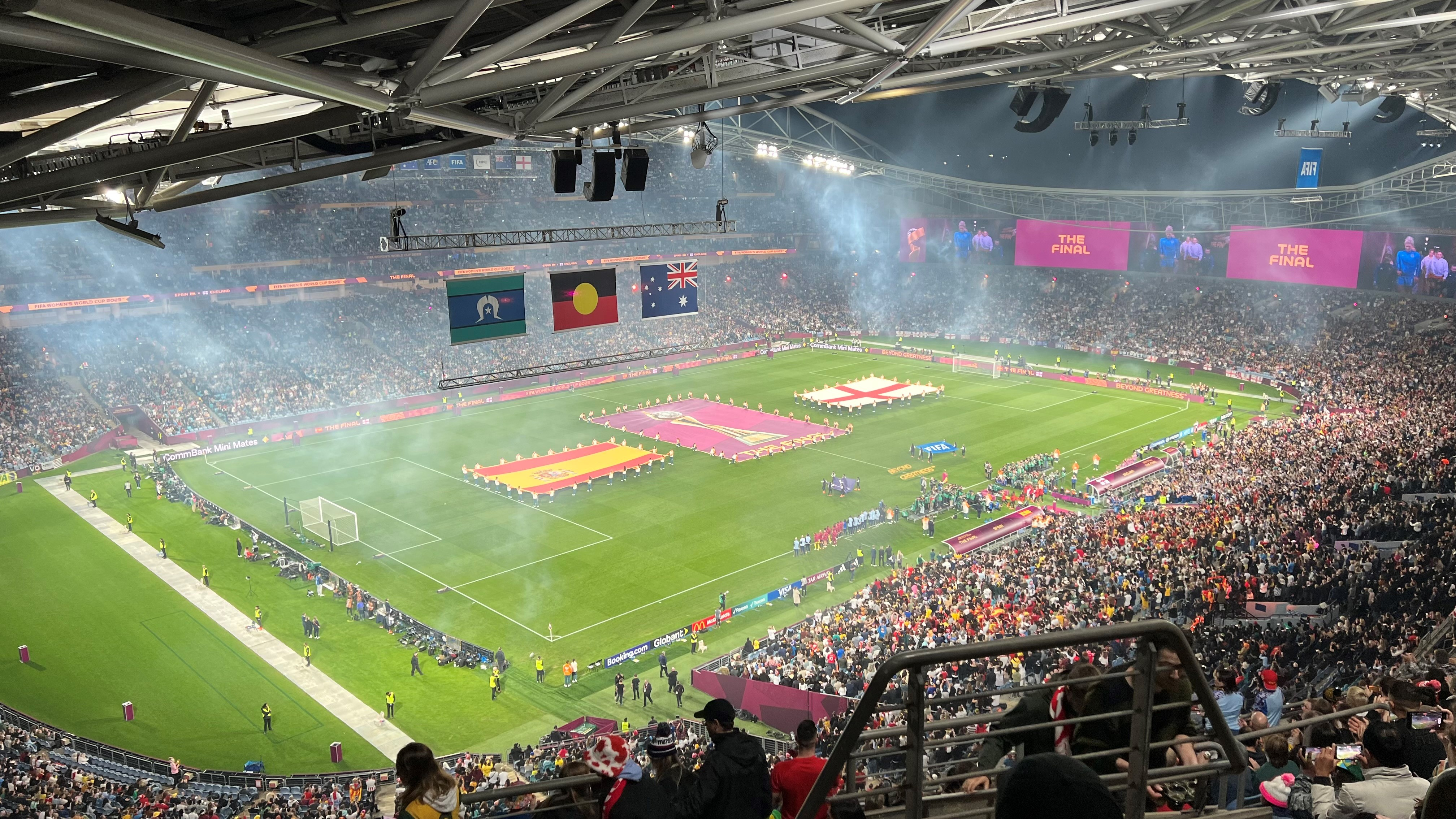
وصلت إنجلترا إلى نهائي كأس العالم 2023

تأهل منتخب إنجلترا إلى نهائيات كأس العالم للسيدات ست مرات، وذلك في نسخ: 1995، 2007، 2011، 2015، 2019، و2023، بينما غاب عن المشاركة في ثلاث نسخ أعوام 1991، 1999، و2003. بلغ الفريق الدور ربع النهائي ثلاث مرات خلال مشاركاته الأولى، حيث أقصي على يد ألمانيا عام 1995، ثم الولايات المتحدة عام 2007، قبل أن يُقصى بركلات الترجيح أمام فرنسا عام 2011. حققت إنجلترا إنجازًا تاريخيًا بالحصول على الميدالية البرونزية للمرة الأولى بعد التفوق على ألمانيا في مباراة تحديد المركز الثالث في نسخة عام 2015، تحت قيادة المدرب مارك سامبسون. أنهى الفريق البطولة في المركز الرابع بعد خسارته أمام السويد في مباراة تحديد الترتيب في نسخة 2019. أما في كأس العالم 2023، فقد سجل المنتخب أفضل نتائجه على الإطلاق، ببلوغه المباراة النهائية وحلوله وصيفًا لبطل العالم إسبانيا.
| سجل نهائيات كأس العالم | سجل نهائيات كأس العالم | سجل نهائيات كأس العالم | سجل نهائيات كأس العالم | سجل نهائيات كأس العالم | سجل نهائيات كأس العالم | سجل نهائيات كأس العالم | سجل نهائيات كأس العالم | سجل نهائيات كأس العالم |                       | سجل التصفيات          | سجل التصفيات          | سجل التصفيات          | سجل التصفيات          | سجل التصفيات          | سجل التصفيات |
| السنة                  | النتيجة                | مركز                   | لعب                    | فوز                    | تعادل                  | خسر                    | أهداف له               | أهداف عليه             | لعب                   | فوز                   | تعادل                 | خسر                   | أهداف له              | أهداف عليه            |              |
| 1991                   | لم يتأهل               | لم يتأهل               | لم يتأهل               | لم يتأهل               | لم يتأهل               | لم يتأهل               | لم يتأهل               | لم يتأهل               | 6                     | 2                     | 3                     | 1                     | 4                     | 2                     |              |
| 1995                   | ربع النهائي            | السادس                 | 4                      | 2                      | 0                      | 2                      | 6                      | 9                      | 6                     | 4                     | 2                     | 0                     | 29                    | 0                     |              |
| 1999                   | لم يتأهل               | لم يتأهل               | لم يتأهل               | لم يتأهل               | لم يتأهل               | لم يتأهل               | لم يتأهل               | لم يتأهل               | 8                     | 3                     | 0                     | 5                     | 9                     | 12                    |              |
| 2003                   | لم يتأهل               | لم يتأهل               | لم يتأهل               | لم يتأهل               | لم يتأهل               | لم يتأهل               | لم يتأهل               | لم يتأهل               | 10                    | 3                     | 3                     | 4                     | 12                    | 10                    |              |
| 2007                   | ربع النهائي            | السابع                 | 4                      | 1                      | 2                      | 1                      | 8                      | 6                      | 8                     | 6                     | 2                     | 0                     | 29                    | 2                     |              |
| 2011                   | ربع النهائي            | السادس                 | 4                      | 2                      | 2                      | 0                      | 6                      | 3                      | 10                    | 9                     | 1                     | 0                     | 35                    | 4                     |              |
| 2015                   | المركز الثالث          | الثالث                 | 7                      | 5                      | 0                      | 2                      | 10                     | 7                      | 10                    | 10                    | 0                     | 0                     | 52                    | 1                     |              |
| 2019                   | المركز الرابع          | الرابع                 | 7                      | 5                      | 0                      | 2                      | 13                     | 5                      | 8                     | 7                     | 1                     | 0                     | 29                    | 1                     |              |
| 2023                   | الوصيف                 | الثاني                 | 7                      | 5                      | 1                      | 1                      | 13                     | 4                      | 10                    | 10                    | 0                     | 0                     | 80                    | 0                     |              |
| 2027                   | سيحدد لاحقًا            | سيحدد لاحقًا            | سيحدد لاحقًا            | سيحدد لاحقًا            | سيحدد لاحقًا            | سيحدد لاحقًا            | سيحدد لاحقًا            | سيحدد لاحقًا            | سيحدد لاحقًا           | سيحدد لاحقًا           | سيحدد لاحقًا           | سيحدد لاحقًا           | سيحدد لاحقًا           | سيحدد لاحقًا           |              |
| 2031                   | سيحدد لاحقًا            | سيحدد لاحقًا            | سيحدد لاحقًا            | سيحدد لاحقًا            | سيحدد لاحقًا            | سيحدد لاحقًا            | سيحدد لاحقًا            | سيحدد لاحقًا            | سيحدد لاحقًا           | سيحدد لاحقًا           | سيحدد لاحقًا           | سيحدد لاحقًا           | سيحدد لاحقًا           | سيحدد لاحقًا           |              |
| 2035                   | تأهل                   | تأهل                   | تأهل                   | تأهل                   | تأهل                   | تأهل                   | تأهل                   | تأهل                   | تأهل بصفته مضيف مشترك | تأهل بصفته مضيف مشترك | تأهل بصفته مضيف مشترك | تأهل بصفته مضيف مشترك | تأهل بصفته مضيف مشترك | تأهل بصفته مضيف مشترك |              |
| المجموع                | وصيف                   | 7/12                   | 33                     | 20                     | 5                      | 8                      | 56                     | 34                     | 76                    | 51                    | 12                    | 10                    | 211                   | 32                    |              |

  البطل    الوصيف    المركز الثالث    المركز الرابع  
آخر تحديث 20 أغسطس 2023

### الألعاب الأولمبية
لا تُشارك إنجلترا بشكل مباشر في منافسات كرة القدم ضمن دورة الألعاب الأولمبية الصيفية، إذ إنها لا تمتلك لجنة أولمبية وطنية مستقلة. تخضع بدلاً من ذلك لسلطة اللجنة الأولمبية البريطانية، ما يقتضي، بموجب ذلك، ضرورة التوافق بين اتحادات كرة القدم في "الاتحادات الوطنية" — وهم الاتحاد الإنجليزي، الاتحاد الاسكتلندي، الاتحاد الويلزي والاتحاد الإيرلندي الشمالي — لتشكيل فريق أولمبي موحّد. وفي كرة القدم النسائية، شاركت لاعبات من منتخب إنجلترا ضمن صفوف منتخب بريطانيا العظمى في أولمبياد لندن 2012، بعدما تأهل تلقائيًا باعتباره ممثل الدولة المستضيفة، ثم في أولمبياد طوكيو 2020.
وبسبب تحفظ اتحادات الدول الأخرى داخل المملكة المتحدة على تقويض استقلالها في شؤون كرة القدم للرجال، لم يُتوصل إلى اتفاق يسمح بتشكيل فريق موحد قبل التصفيات المؤهلة لأولمبياد ريو 2016، رغم أن نتائج منتخب إنجلترا كانت ستؤهله حينها للمشاركة. قبيل انطلاق التصفيات المؤهلة لأولمبياد طوكيو 2020، تُوصل إلى اتفاق خاص بكرة القدم للسيدات، يسمح لإنجلترا، بصفتها الأعلى تصنيفًا بين الاتحادات الأربع، بأن تؤهل فريقًا أولمبيًا باسم بريطانيا العظمى، وهو ما تحقق بالفعل.
وفي ما يخص أولمبياد باريس 2024، اختير منتخب إنجلترا مجددًا لتمثيل بريطانيا العظمى في التصفيات المؤهلة عبر دوري الأمم الأوروبية للسيدات 2023–24، غير أنه لم يتمكن من انتزاع بطاقة التأهل إلى النهائيات.

### بطولة أمم أوروبا
شاركت إنجلترا للمرة الأولى في بطولة أمم أوروبا للسيدات خلال نسختها الافتتاحية عام 1984، وبلغت حينها المباراة النهائية، قبل أن تكتفي بمركز الوصافة، وهو المركز الذي عادت إليه مجددًا في نسخة 2009. وبعد عقود من المحاولات، حقق المنتخب الإنجليزي لقب البطولة للمرة الأولى في تاريخه عام 2022. وعلى صعيد الأدوار المتقدمة، بلغ المنتخب الدور نصف النهائي في ثلاث مناسبات أخرى، أعوام 1987 و1995 و2017، فيما خرج من دور المجموعات في ثلاث نسخ متتالية: 2001، 2005، و2013. وأخفق في بلوغ نسخ 1989 و1991 و1993 و1997.
| سجلات بطولة أمم أوروبا | سجلات بطولة أمم أوروبا | سجلات بطولة أمم أوروبا | سجلات بطولة أمم أوروبا | سجلات بطولة أمم أوروبا | سجلات بطولة أمم أوروبا | سجلات بطولة أمم أوروبا | سجلات بطولة أمم أوروبا | سجلات بطولة أمم أوروبا |                           | سجل التصفيات              | سجل التصفيات              | سجل التصفيات              | سجل التصفيات              | سجل التصفيات              | سجل التصفيات              | سجل التصفيات              | سجل التصفيات |
| السنة                  | النتيجة                | مركز                   | لعب                    | فاز                    | تعادل                  | خسر                    | أهداف له               | أهداف عليه             | لعب                       | فاز                       | تعادل                     | خسر                       | أهداف له                  | أهداف عليه                | ص/هـ                      | الترتيب النهائي           |              |
| 1984                   | الوصيف                 | الثاني                 | 4                      | 3                      | 0                      | 1                      | 4                      | 2                      | 6                         | 6                         | 0                         | 0                         | 24                        | 1                         | –                         | –                         |              |
| 1987                   | المركز الرابع          | الرابع                 | 2                      | 0                      | 0                      | 2                      | 3                      | 5                      | 6                         | 6                         | 0                         | 0                         | 34                        | 2                         | –                         | –                         |              |
| 1989                   | لم يتأهل               | لم يتأهل               | لم يتأهل               | لم يتأهل               | لم يتأهل               | لم يتأهل               | لم يتأهل               | لم يتأهل               | 6                         | 2                         | 1                         | 3                         | 6                         | 10                        | –                         | –                         |              |
| 1991                   | لم يتأهل               | لم يتأهل               | لم يتأهل               | لم يتأهل               | لم يتأهل               | لم يتأهل               | لم يتأهل               | لم يتأهل               | 8                         | 2                         | 3                         | 3                         | 5                         | 8                         | –                         | –                         |              |
| 1993                   | لم يتأهل               | لم يتأهل               | لم يتأهل               | لم يتأهل               | لم يتأهل               | لم يتأهل               | لم يتأهل               | لم يتأهل               | 6                         | 4                         | 0                         | 2                         | 11                        | 7                         | –                         | –                         |              |
| 1995                   | نصف النهائي            | الثالث                 | 2                      | 0                      | 0                      | 2                      | 2                      | 6                      | 8                         | 6                         | 2                         | 0                         | 33                        | 2                         | –                         | –                         |              |
| 1997                   | لم يتأهل               | لم يتأهل               | لم يتأهل               | لم يتأهل               | لم يتأهل               | لم يتأهل               | لم يتأهل               | لم يتأهل               | 8                         | 4                         | 2                         | 2                         | 19                        | 6                         | –                         | –                         |              |
| 2001                   | دور المجموعات          | الثامن                 | 3                      | 0                      | 1                      | 2                      | 1                      | 8                      | 8                         | 5                         | 1                         | 2                         | 12                        | 14                        | –                         | –                         |              |
| 2005                   | دور المجموعات          | السابع                 | 3                      | 1                      | 0                      | 2                      | 4                      | 5                      | تأهل بصفته البلد المستضيف | تأهل بصفته البلد المستضيف | تأهل بصفته البلد المستضيف | تأهل بصفته البلد المستضيف | تأهل بصفته البلد المستضيف | تأهل بصفته البلد المستضيف | تأهل بصفته البلد المستضيف | تأهل بصفته البلد المستضيف |              |
| 2009                   | وصيف                   | الثاني                 | 6                      | 3                      | 1                      | 2                      | 12                     | 14                     | 8                         | 6                         | 2                         | 0                         | 24                        | 4                         | –                         | –                         |              |
| 2013                   | دور المجموعات          | الثاني عشر             | 3                      | 0                      | 1                      | 2                      | 3                      | 7                      | 8                         | 6                         | 2                         | 0                         | 22                        | 2                         | –                         | –                         |              |
| 2017                   | نصف النهائي            | الثالث                 | 5                      | 4                      | 0                      | 1                      | 11                     | 4                      | 8                         | 7                         | 1                         | 0                         | 23                        | 1                         | –                         | –                         |              |
| 2022                   | البطل                  | الأول                  | 6                      | 6                      | 0                      | 0                      | 22                     | 2                      | تأهل بصفته البلد المستضيف | تأهل بصفته البلد المستضيف | تأهل بصفته البلد المستضيف | تأهل بصفته البلد المستضيف | تأهل بصفته البلد المستضيف | تأهل بصفته البلد المستضيف | تأهل بصفته البلد المستضيف | تأهل بصفته البلد المستضيف |              |
| 2025                   | البطل                  | الأول                  | 6                      | 3                      | 2                      | 1                      | 16                     | 7                      | 6                         | 3                         | 2                         | 1                         | 8                         | 5                         | -                         | السابع                    |              |
| 2029                   | يحدد لاحقًا             | يحدد لاحقًا             | يحدد لاحقًا             | يحدد لاحقًا             | يحدد لاحقًا             | يحدد لاحقًا             | يحدد لاحقًا             | يحدد لاحقًا             | يحدد لاحقًا                | يحدد لاحقًا                | يحدد لاحقًا                | يحدد لاحقًا                | يحدد لاحقًا                | يحدد لاحقًا                | يحدد لاحقًا                | يحدد لاحقًا                |              |
| المجموع                | لقب واحد               | 10/14                  | 34                     | 17                     | 3                      | 14                     | 62                     | 53                     | 86                        | 57                        | 16                        | 13                        | 221                       | 62                        | 7th                       | 7th                       |              |

  البطل    الوصيف    نصف النهائي    المركز الرابع    مضيف البطولة
آخر تحديث ديسمبر 2024

### دوري الأمم الأوروبية
شاركت إنجلترا في دوري الأمم الأوروبية للسيدات منذ موسمه الافتتاحي في 2023-2024، عندما فشلت بصعوبة في التأهل إلى نهائيات 2024 بعد احتلالها المركز الثاني خلف هولندا بفارق الأهداف.
| سجل دوري الأمم الأوروبية | سجل دوري الأمم الأوروبية | سجل دوري الأمم الأوروبية | سجل دوري الأمم الأوروبية | سجل دوري الأمم الأوروبية | سجل دوري الأمم الأوروبية | سجل دوري الأمم الأوروبية | سجل دوري الأمم الأوروبية | سجل دوري الأمم الأوروبية | سجل دوري الأمم الأوروبية | سجل دوري الأمم الأوروبية | سجل دوري الأمم الأوروبية | سجل دوري الأمم الأوروبية | سجل دوري الأمم الأوروبية | سجل دوري الأمم الأوروبية | سجل دوري الأمم الأوروبية | سجل دوري الأمم الأوروبية | سجل دوري الأمم الأوروبية | سجل دوري الأمم الأوروبية | سجل دوري الأمم الأوروبية | سجل دوري الأمم الأوروبية |
| مرحلة الدوري             | مرحلة الدوري             | مرحلة الدوري             | مرحلة الدوري             | مرحلة الدوري             | مرحلة الدوري             | مرحلة الدوري             | مرحلة الدوري             | مرحلة الدوري             | مرحلة الدوري             | مرحلة الدوري             | مرحلة الدوري             |                          | النهائيات                | النهائيات                | النهائيات                | النهائيات                | النهائيات                | النهائيات                | النهائيات                | النهائيات                |
| الموسم                   | الدوري                   | المجموعة                 | المركز                   | لعب                      | فوز                      | تعادل                    | خسارة                    | أهداف له                 | أهداف عليه               | ص/هـ                     | الترتيب النهائي          | السنة                    | المركز                   | لعب                      | فاز                      | تعادل                    | خسر                      | أهداف له                 | أهداف عليه               |                          |
| ------------------------ | ------------------------ | ------------------------ | ------------------------ | ------------------------ | ------------------------ | ------------------------ | ------------------------ | ------------------------ | ------------------------ | ------------------------ | ------------------------ | ------------------------ | ------------------------ | ------------------------ | ------------------------ | ------------------------ | ------------------------ | ------------------------ | ------------------------ | ------------------------ |
| 2023–24                  | A                        | 1                        | الثاني                   | 6                        | 4                        | 0                        | 2                        | 15                       | 8                        | -                        | الخامس                   | 2024                     | لم يتأهل                 | لم يتأهل                 | لم يتأهل                 | لم يتأهل                 | لم يتأهل                 | لم يتأهل                 | لم يتأهل                 |                          |
| 2025                     | A                        | 3                        | يُحدد لاحقًا               | يُحدد لاحقًا               | يُحدد لاحقًا               | يُحدد لاحقًا               | يُحدد لاحقًا               | يُحدد لاحقًا               | يُحدد لاحقًا               | يُحدد لاحقًا               | يُحدد لاحقًا               | 2025                     | يُحدد لاحقًا               | يُحدد لاحقًا               | يُحدد لاحقًا               | يُحدد لاحقًا               | يُحدد لاحقًا               | يُحدد لاحقًا               | يُحدد لاحقًا               |                          |
| المجموع                  | المجموع                  | المجموع                  | المجموع                  | 6                        | 4                        | 0                        | 2                        | 15                       | 8                        | الخامس                   | الخامس                   | المجموع                  | 0/1                      | 0                        | 0                        | 0                        | 0                        | 0                        | 0                        |                          |

| Rise | صعد في نهاية الموسم          |
| -    | لم يتغير المركز              |
| Fall | هبط في نهاية الموسم          |
| *    | شارك في تصفيات الصعود/الهبوط |

آخر تحديث في ديسمبر 2024

### فيناليسيما
| سجل الفيناليسيما | سجل الفيناليسيما | سجل الفيناليسيما | سجل الفيناليسيما | سجل الفيناليسيما | سجل الفيناليسيما | سجل الفيناليسيما | سجل الفيناليسيما | سجل الفيناليسيما |
| السنة            | الجولة           | المركز           | لعب              | فاز              | تعادل            | خسر              | أهداف له         | أهداف عليه       |
| ---------------- | ---------------- | ---------------- | ---------------- | ---------------- | ---------------- | ---------------- | ---------------- | ---------------- |
| 2023             | بطل              | الأول            | 1                | 0                | 1                | 0                | 1                | 1                |
| المجموع          | لقب واحد         | 1/1              | 1                | 0                | 1                | 0                | 1                | 1                |

### بطولات هامشية
| البطولة                           | النتيجة              | المركز  | لعب | فاز | تعادل | خسر | له  | عليه |
| --------------------------------- | -------------------- | ------- | --- | --- | ----- | --- | --- | ---- |
| بطولة بوني هوم 1976               | البطل, دور المجموعات | الأول   | 2   | 2   | 0     | 0   | 9   | 1    |
| بطولة أمم أوروبا 1969 (غير رسمية) | المركز الثالث        | الثالث  | 2   | 1   | 0     | 1   | 5   | 4    |
| بطولة أمم أوروبا 1979 (غير رسمية) | نصف النهائي          | الرابع  | 4   | 2   | 1     | 1   | 6   | 4    |
| موندياليتو 1981                   | دور المجموعات        | الثالث  | 2   | 1   | 0     | 1   | 4   | 1    |
| موندياليتو 1984                   | نصف النهائي          | الثالث  | 4   | 0   | 2     | 2   | 3   | 6    |
| موندياليتو 1985                   | البطل                | الأول   | 5   | 3   | 1     | 1   | 13  | 5    |
| موندياليتو 1988                   | البطل                | الأول   | 4   | 3   | 1     | 0   | 8   | 2    |
| بطولة أمريكا الشمالية 1990        | دور المجموعات        | الثالث  | 4   | 1   | 1     | 2   | 3   | 7    |
| كأس الغارف 2002                   | دور المجموعات        | التاسع  | 4   | 1   | 0     | 3   | 8   | 12   |
| كأس الغارف 2005                   | دور المجموعات        | الثامن  | 4   | 3   | 1     | 0   | 13  | 0    |
| بطولة الأمم الأربعة               | دور المجموعات        | الرابع  | 3   | 0   | 2     | 1   | 3   | 0    |
| كأس قبرص 2009                     | البطل                | الأول   | 4   | 3   | 1     | 0   | 14  | 3    |
| كأس قبرص 2010                     | دور المجموعات        | الخامس  | 4   | 2   | 1     | 1   | 6   | 5    |
| كأس ملكة السلام 2010              | دور المجموعات        | الثاني  | 2   | 0   | 2     | 0   | 0   | 0    |
| كأس قبرص 2011                     | دور المجموعات        | الخامس  | 4   | 2   | 0     | 2   | 4   | 4    |
| كأس قبرص 2012                     | دور المجموعات        | الرابع  | 4   | 2   | 0     | 2   | 5   | 7    |
| كأس قبرص 2013                     | البطل                | الأول   | 4   | 3   | 1     | 0   | 12  | 7    |
| كأس قبرص 2014                     | الوصيف               | الثاني  | 4   | 3   | 0     | 1   | 7   | 2    |
| كأس قبرص 2015                     | البطل                | الأول   | 4   | 3   | 1     | 0   | 8   | 2    |
| بطولة يونغشوان الدولية            | الوصيف               | الثاني  | 2   | 1   | 0     | 1   | 2   | 2    |
| كأس شيبيليفز 2016                 | دور المجموعات        | الثالث  | 3   | 0   | 1     | 2   | 1   | 3    |
| كأس شيبيليفز 2017                 | دور المجموعات        | الثالث  | 3   | 1   | 0     | 2   | 2   | 3    |
| كأس شيبيليفز 2018                 | الوصيف               | الثاني  | 3   | 1   | 1     | 1   | 6   | 4    |
| كأس شيبيليفز 2019                 | البطل                | الأول   | 3   | 2   | 1     | 0   | 7   | 3    |
| كأس شيبيليفز 2020                 | دور المجموعات        | الثالث  | 3   | 1   | 0     | 2   | 1   | 3    |
| كأس ارنولد كلارك 2022             | البطل                | الأول   | 3   | 1   | 2     | 0   | 4   | 2    |
| كأس أرنولد كلارك 2023             | البطل                | الأول   | 3   | 3   | 0     | 0   | 12  | 2    |
| المجموع                           | المجموع              | 9 القاب | 88  | 44  | 22    | 25  | 162 | 91   |

## تصنيف الفيفا
| 2003 | 2003 | 2003 | 2003 | 2004 | 2004 | 2004 | 2004 | 2005 | 2005 | 2005 | 2005 | 2006 | 2006 | 2006 | 2006 | 2007 | 2007 | 2007 | 2007 | 2008 | 2008 | 2008 | 2008 | 2009 | 2009 | 2009 | 2009 | 2010 | 2010 | 2010 | 2010 | 2011 | 2011 | 2011 | 2011 | 2012 | 2012 | 2012 | 2012 | 2013 | 2013 | 2013 | 2013 | 2014 | 2014 | 2014 | 2014 | 2015 | 2015 | 2015 | 2015 | 2016 | 2016 | 2016 | 2016 | 2017 | 2017 | 2017 | 2017 | 2018 | 2018 | 2018 | 2018 | 2019 | 2019 | 2019 | 2019 | 2020 | 2020 | 2020 | 2020 | 2021 | 2021 | 2021 | 2021 | 2022 | 2022 | 2022 | 2022 | 2022 | 2023 | 2023 | 2023 | 2023 |
| ---- | ---- | ---- | ---- | ---- | ---- | ---- | ---- | ---- | ---- | ---- | ---- | ---- | ---- | ---- | ---- | ---- | ---- | ---- | ---- | ---- | ---- | ---- | ---- | ---- | ---- | ---- | ---- | ---- | ---- | ---- | ---- | ---- | ---- | ---- | ---- | ---- | ---- | ---- | ---- | ---- | ---- | ---- | ---- | ---- | ---- | ---- | ---- | ---- | ---- | ---- | ---- | ---- | ---- | ---- | ---- | ---- | ---- | ---- | ---- | ---- | ---- | ---- | ---- | ---- | ---- | ---- | ---- | ---- | ---- | ---- | ---- | ---- | ---- | ---- | ---- | ---- | ---- | ---- | ---- | ---- | ---- | ---- | ---- | ---- |
| 13   | 13   | 13   | 13   | 13   | 14   | 14   | 14   | 14   | 14   | 14   | 12   | 13   | 12   | 12   | 12   | 12   | 12   | 10   | 10   | 11   | 11   | 11   | 10   | 10   | 9    | 8    | 8    | 8    | 9    | 9    | 10   | 10   | 6    | 6    | 8    | 9    | 9    | 8    | 8    | 7    | 7    | 11   | 11   | 8    | 8    | 7    | 6    | 6    | 5    | 5    | 5    | 4    | 4    | 5    | 5    | 4    | 5    | 3    | 3    | 2    | 4    | 3    | 4    | 3    | 5    | 5    | 6    | 6    | 6    | 6    | 6    | 6    | 6    | 8    | 8    | 8    | 8    | 4    | 4    | 4    | 4    | 4    | 4    |      |

## الإنجازات

### رسمية
- كأس العالم
  -  الوصيف: 2023
  -  المركز الثالث: 2015
- بطولة أمم أوروبا
  -  البطل: 2022، 2025
  -  الوصيف: 1984، 2009
- فيناليسيما
  -  البطل: 2023

### ودية
- بطولة بوني هوم
  -  البطل: 1976
- موندياليتو
  -  البطل: 1985, 1988
- كأس قبرص
  -  البطل: 2009، 2013، 2015
- كأس شيبيليفز
  -  البطل: 2019
- كأس أرنولد كلارك
  -  البطل: 2022, 2023

## أنظر أيضًا
- الرياضة في إنجلترا
  - كرة القدم في إنجلترا
    - كرة القدم النسائية في انجلترا (بالانجليزية)

- منتخب بريطانيا العظمى الأولمبي للسيدات (بالانجليزية)
- منتخب إنجلترا تحت 23 سنة لكرة القدم للسيدات
- منتخب إنجلترا تحت 20 سنة لكرة القدم للسيدات (بالانجليزية)
- منتخب إنجلترا تحت 19 سنة لكرة القدم للسيدات
- منتخب إنجلترا تحت 17 سنة لكرة القدم للسيدات
- منتخب إنجلترا لكرة القدم للرجال

## روابط خارجية
- ملف الفيفا

Error: Invalid line "[[جون بيلتون|Bilton]][[:en:John Bilton|<sup class="reference noprint" title="John Bilton" style="margin-right:3px;">[الإنجليزية]</sup>]][[تصنيف:صفحات بها وصلات إنترويكي]][[تصنيف:صفحات بها وصلات مقالات للترجمة من الإنجليزية]] 1991 to 93" at قالب:مدربو منتخب إنجلترا لكرة القدم للسيدات